# Agave (planta)
Agave és un gènere de plantes angiospermes de la família de les asparagàcies.
Les plantes són perennes, però cada roseta floreix una vegada i llavors mor. D'àmbit de distribució eminentment mexicana, els agaves són també nadius del sud-oest dels Estats Units i Amèrica del Sud central i tropical. Curiosament, en valencià a part d'atzavara se li deia "fil i agulla", almenys al 1576 segons l'obra en llatí editada a Amberes per Carolus Clusius, en què diu textualment: "Valentini fil i agulla vocabant". Ho recullen també Gaspar Escolano en la seva obra del 1610, John Parkinson al 1640 i Gaspard Bauhin al 1634.

## Descripció
Són plantes suculentes amb una gran roseta de fulles gruixudes i carnoses, acabades generalment en punxes i amb el marge espinós; la tija és normalment curta i robusta; aparentment les fulles sorgeixen directament de l'arrel. Junt amb plantes del gènere relacionat Yucca, diverses espècies d'Agave són plantes ornamentals populars.

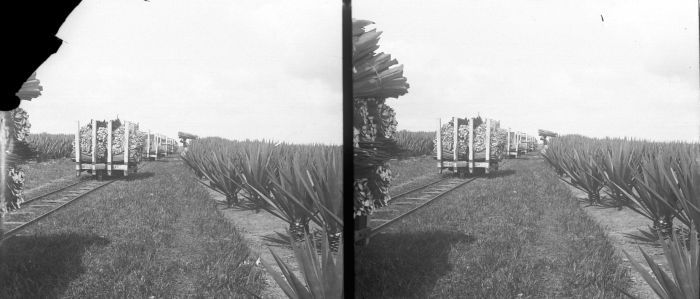
Recol·lecció dAgave a Java.

Cada roseta és monocarpelar i creix lentament per florir un sol cop. Durant la florida, creix una tija alta des del centre de la roseta de fulles i porta un nombre gran de flors curtes i tubulars. Després del desenvolupament dels fruits, la planta mor, però és usual que rebrotin de la base de la tija noves rosetes, que esdevenen plantes noves.
És un error comú confondre els agaves amb cactus, ja que no hi estan relacionats; ni tampoc amb els Àloe tot i que s'assemblen en aparença.
Les espècies d'Agave són utilitzades com plantes d'alimentació de larves d'alguns lepidòpters, incloent-hi Batrachedra striolata, que es desenvolupa sobre A. shawii.

## Taxonomia
En el sistema de classificació APG III, el gènere s'inclou en la subfamília Agavoideae de la família àmpliament circumscrita Asparagaceae. Alguns autors prefereixen segregar-la en la família Agavaceae. Tradicionalment, se circumscrivia per comprendre aproximadament 166 espècies, però actualment s'hi inclouen aproximadament 208 espècies.
En el sistema Cronquist i altres, Agave s'incloïa a la família Liliaceae, però algunes anàlisis filogenètiques de seqüències d'ADN posteriors concloïen que no s'hi haurien d'incloure. En el sistema APG II, Agave fou inclòs en la família Agavaceae. Quan aquest sistema fou substituït pel sistema de classificació APG III el 2009, Agavaceae s'inclogué en la família Asparagaceae, i Agave era tractat com un de 18 gèneres de la subfamília Agavoideae.
Agave havia inclòs durant molt de temps unes 166 espècies, però ara es considera que aquest concepte d'Agave és parafilètic i se n'han separat els gèneres Manfreda, Polianthes i Prochnyanthes. Aquests gèneres es combinen ara amb Agave com Agave sensu lato, que conté aproximadament 208 espècies. En algunes de les classificacions més velles Agave es dividia en dos subgèneres, Agave i Littaea, basant-se en la forma de la inflorescència. Aquests dos subgèneres són probablement no monfilètics.
Els agaves han presentat durant molt de temps dificultats especials per a la taxonomia; les variacions dins d'una espècie poden ser considerables, i un cert nombre d'espècies són d'origen desconegut i podrien ser només variants d'espècies nadiues.
Els exploradors espanyols i portuguesos probablement portaren plantes d'agave a Europa, però les plantes es popularitzaren a Europa durant el segle xix, quan diversos tipus en foren importats per col·leccionistes botànics. Alguns han estat contínuament propagats per propàguls des de llavors, i no s'assemblen coherentment a cap espècie salvatge coneguda, encara que això pot simplement ser a causa de les diferències en condicions de creixement a Europa.

## Llista d'espècies
- Agave aboriginum
- Agave abortiva
- Agave abrupta
- Agave acicularis
- Agave acklinicola
- Agave affinis
- Agave × ajoensis = Agave schottii var. schottii × Agave deserti var. simplex
- Agave aktites
- Agave albescens
- Agave albomarginata
- Agave alibertii
- Agave aloides
- Agave amaniensis
- Agave americana L.
  - Agave americana var. americana
  - Agave americana var. expansa
  - Agave americana var. latifolia
  - Agave americana var. marginata
  - Agave americana var. medio-picta
  - Agave americana var. oaxacensis
  - Agave americana var. striata
  - Agave americana ssp. protamericana
- Agave angustiarum
- Agave angustifolia Haw.
- Agave angustissima
- Agave anomala
- Agave antillarum
  - Agave antillarum var. grammontensis
- Agave applanata'
- Agave arizonica Gentry i J.Weber
- Agave arubensis
- Agave aspera
- Agave asperrima Jacobi
- Agave atrovirens
- Agave atrovirens var. atrovirens
- Agave atrovirens var. mirabilis
- Agave attenuata
- Agave aurea
- Agave avellanidens
- Agave bahamana
- Agave bakeri
- Agave banlan
- Agave barbadensis
- Agave baxteri
- Agave bergeri
- Agave bernhardi
- Agave boldinghiana
- Agave bollii
- Agave botterii
- Agave bouchei
- Agave bourgaei
- Agave bovicornuta
- Agave braceana
- Agave brachystachys
- Agave bracteosa
- Agave brandegeei
- Agave brauniana
- Agave breedlovei
- Agave brevipetala
- Agave breviscapa
- Agave brevispina
- Agave brittonia
- Agave bromeliaefolia
- Agave brunnea
- Agave bulbifera
- Agave cacozela
- Agave cajalbanensis
- Agave calderoni
- Agave calodonta
- Agave campanulata
- Agave cantala Roxb.
- Agave capensis
- Agave carchariodonta
- Agave caribaea
- Agave caribiicola
- Agave carminis
- Agave caroli-schmidtii
- Agave celsii
- Agave cernua
- Agave cerulata
  - Agave cerulata ssp. subcerulata
- Agave chiapensis (syn. Agave polyacantha)
- Agave chihuahuana
- Agave chinensis
- Agave chisosensis
- Agave chloracantha
- Agave chrysantha Peebles
- Agave chrysoglossa
- Agave coccinea
- Agave cocui Trelease
- Agave coespitosa
- Agave colimana
- Agave collina
- Agave colorata
- Agave compacta
- Agave complicata
- Agave compluviata
- Agave concinna
- Agave congesta
- Agave conjuncta
- Agave connochaetodon
- Agave consociata
- Agave convallis
- Agave corderoyi
- Agave costaricana
- Agave cucullata
- Agave cundinamarcensis
- Agave cupreata
- Agave dasyliriodes
- Agave datylio
- Agave davilloni
- Agave de-meesteriana
- Agave dealbata
- Agave deamiana
- Agave debilis
- Agave decaisneana
- Agave decipiens Baker
- Agave delamateri W.C.Hodgson i L.Slauson
- Agave densiflora
- Agave dentiens
- Agave deserti Engelm.
  - Agave deserti ssp. simplex
- Agave desmettiana Jacobi – (syn. A. miradorensis)
- Agave diacantha
- Agave difformis
- Agave disceptata
- Agave disjuncta
- Agave dissimulans
- Agave donnell-smithii
- Agave durangensis
- Agave dussiana
- Agave eborispina
- Agave eduardi
- Agave eggersiana Trel.
- Agave ehrenbergii
- Agave eichlami
- Agave ekmani
- Agave elizae
- Agave ellemeetiana
- Agave endlichiana
- Agave engelmanni
- Agave entea
- Agave erosa
- Agave evadens
- Agave excelsa
- Agave expatriata
- Agave falcata
  - Agave falcata var. espadina
  - Agave falcata var. microcarpa
- Agave felgeri
- Agave felina
- Agave fenzliana
- Agave ferdinandi-regis
- Agave filifera
  - Agave filifera subsp. microceps
- Agave flaccida
- Agave flaccifolia
- Agave flavovirens
- Agave flexispina
- Agave fortiflora
- Agave fourcroydes Lem.
  - Agave fourcroydes var. espiculata
- Agave fragrantissima
- Agave franceschiana
- Agave franzosinii Baker
- Agave friderici
- Agave funifera
- Agave funkiana – (syn. Agave lophanta)
- Agave galeottei
- Agave garciae-mendozae
- Agave geminiflora
  - Agave geminiflora var. filifera
- Agave gentryi
- Agave ghiesbrechtii
- Agave glabra
- Agave glaucescens
- Agave goeppertiana
- Agave glomeruliflora (Engelm.) A.Berger
- Agave gracilipes Trel.
- Agave gracilis
- Agave grandibracteata
- Agave granulosa
- Agave grenadina
- Agave grijalvensis
- Agave grisea
- Agave guadalajarana
- Agave guatemalensis
- Agave guedeneyri
- Agave guiengola
- Agave gutierreziana
- Agave guttata
- Agave gypsophila
- Agave hanburii
- Agave harrisii
- Agave hartmani
- Agave haseloffii
- Agave hauniensis
- Agave havardiana Trel.
- Agave haynaldi
- Agave henriquesii
- Agave hexapetala
- Agave hiemiflora
- Agave hookeri
- Agave horizontalis
- Agave horrida
- Agave houghii
- Agave huachucaensis
- Agave huehueteca
- Agave humboldtiana
- Agave hurteri
- Agave impressa
- Agave inaequidens
- Agave inaguensis
- Agave indagatorum
- Agave ingens
- Agave inopinabilis
- Agave integrifolia
- Agave intermixta
- Agave intrepida
- Agave isthmensis
- Agave jaiboli
- Agave jarucoensis
- Agave karatto
- Agave kellermaniana
- Agave kerchovei
- Agave kewensis
- Agave kirchneriana
- Agave lagunae
- Agave langlassei
- Agave laticincta
- Agave latifolia
- Agave laurentiana
- Agave laxa
- Agave laxifolia
- Agave lechuguilla Torr. (sin. Agave heteracantha)
- Agave lemairei
- Agave lempana
- Agave lespinassei
- Agave lindleyi
- Agave littaeaoides
- Agave longipes
- Agave longisepala
- Agave lophantha Schiede
- Agave lurida
- Agave macrantha
- Agave macroculmis
- Agave maculata
- Agave madagascariensis
- Agave mapisaga
- Agave margaritae
- Agave marmorata
- Agave martiana
- Agave maximiliana
- Agave maximowicziana
- Agave mayoensis
- Agave mckelveyana Gentry
- Agave medioxima
- Agave megalacantha
- Agave melanacantha
- Agave melliflua
- Agave mexicana
- Agave micracantha
- Agave millspaughii
- Agave minarum
- Agave mirabilis
- Agave missionum Trel. – Corita
- Agave mitis
- Agave monostachya
- Agave montana
- Agave montserratensis
- Agave moranii
- Agave morrisii
- Agave muilmanni
- Agave mulfordiana
- Agave multifilifera
- Agave multiflora
- Agave multilineata
- Agave murpheyi F.Gibson
- Agave nashii
- Agave nayaritensis
- Agave neglecta Small
- Agave nelsoni
- Agave nevadensis
- Agave nevidis
- Agave newberyi
- Agave nickelsi
- Agave nissoni
- Agave nizandensis
- Agave noli-tangere
- Agave obducta
- Agave oblongata
- Agave obscura
- Agave ocahui
  - Agave ocahui var. longifolia
- Agave offoyana
- Agave oligophylla
- Agave oliverana
- Agave opacidens
- Agave orcuttiana
- Agave ornithobroma
- Agave oroensis
- Agave ovatifolia
- Agave oweni
- Agave pachyacantha
- Agave pachycentra
- Agave pacifica
- Agave pallida
- Agave palmaris
- Agave palmeri Engelm.
- Agave pampaniniana
- Agave panamana
- Agave papyriocarpa
- Agave parrasana
  - Agave parryi var. truncata
- Agave parvidentata
- Agave parviflora Torr.
  - Agave parviflora subsp. flexiflora
- Agave patonii
- Agave paucifolia
- Agave paupera
- Agave pavoliniana
- Agave peacockii
- Agave pedrosana
- Agave pedunculifera
- Agave pelona
- Agave perplexans
- Agave pes-mulae
- Agave petiolata
- Agave petrophila
- Agave phillipsiana
- Agave picta
- Agave planera
- Agave polianthiflora
- Agave polianthoides
- Agave portoricensis Trel.
- Agave potatorum
- Agave potosina
- Agave potrerana
- Agave prainiana
- Agave promontorii
- Agave prostrata
- Agave protuberans
- Agave pruinosa
- Agave pseudotequilana
- Agave pugioniformis
- Agave pulcherrima
- Agave pulchra
- Agave pumila
- Agave punctata
- Agave purpurea
- Agave purpusorum
- Agave pygmae
- Agave quadrata
- Agave quiotifera
- Agave ragusae
- Agave rasconensis
- Agave regia
- Agave revoluta
- Agave rhodacantha
- Agave rigida
- Agave roezliana
- Agave rudis
- Agave rupicola
  - Agave rupicola var. brevifolia
  - Agave rupicola var. longifolia
  - Agave rupicola var. rubridentata
- Agave rutteniae
- Agave rzedowskiana
- Agave salmdyckii
- Agave salmiana (sin. Agave atrovirens)
  - Agave salmiana var. angustifolia
  - Agave salmiana var. cochlearis
- Agave samalana
- Agave sartorii
- Agave scaphoidea
- Agave scaposa
- Agave scheuermaniana
- Agave schildigera
- Agave schneideriana
- Agave schottii Engelm.
  - Agave schottii var. serrulata
- Agave scolymus
  - Agave scolymus var. polymorpha
- Agave sebastiana
- Agave seemanniana
  - Agave seemanniana var. perscabra
- Agave serrulata
- Agave sessiliflora
- Agave shaferi
- Agave shawii Engelm.
- Agave shrevei
  - Agave shrevei ssp. magna
  - Agave shrevei ssp. matapensis
- Agave sicaefolia
- Agave simoni
- Agave sisalana Perrine (sin. Furcraea sisaliana)
- Agave sleviniana
- Agave smithiana
- Agave sobolifera
  - Agave sobolifera f. spinidentata
- Agave sobria
  - Agave sobria ssp. frailensis
- Agave sordida
- Agave striata
  - Agave striata var. mesae
- Agave stricta
- Agave stringens
- Agave subinermis
- Agave subsimplex
- Agave subtilis
- Agave subzonata
- Agave sullivani
- Agave tecta
- Agave tenuifolia
- Agave tenuispina
- Agave teopiscana
- Agave tequilana A.Weber
- Agave terraccianoi
- Agave theometel
- Agave thomasae
- Agave thomsoniana
- Agave tigrina
- Agave titanota
- Agave todaroi
- Agave toneliana
- Agave tortispina
- Agave toumeyana Trel.
  - Agave toumeyana var. bella
- Agave trankeera
- Agave troubetskoyana
- Agave tubulata
  - Agave tubulata ssp. brevituba
- Agave underwoodii
- Agave unguiculata
- Agave utahensis Engelm.
  - Agave utahensis var. discreta
- Agave van-grolae
- Agave vandervinneni
- Agave ventum-versa
- Agave vernae
- Agave verschaffeltii
- Agave vestita
- Agave vicina
- Agave victoriae-reginae
  - Agave victoriae-reginae f. dentata
  - Agave victoriae-reginae f. latifolia
  - Agave victoriae-reginae f. longifolia
  - Agave victoriae-reginae f. longispina
  - Agave victoriae-reginae f. ornata
  - Agave victoriae-reginae f. stolonifera
  - Agave victoriae-reginae f. viridis
  - Agave victoriae-reginae ssp. swobodae
- Agave vilmoriniana A.Berger
- Agave viridissima
- Agave vivipara
  - Agave vivipara var. cabaiensis
  - Agave vivipara var. cuebensis
- Agave vizcainoensis
- Agave wallisii
- Agave warelliana
- Agave washingtonensis
- Agave watsoni
- Agave weberi J.F.Cels ex J.Poiss.
- Agave weingartii
- Agave wendtii
- Agave wercklei
- Agave wiesenbergensis
- Agave wightii
- Agave wildingii
- Agave winteriana
- Agave wislizeni
- Agave wocomahi
- Agave woodrowi
- Agave wrightii
- Agave xylonacantha Salm-Dyck
- Agave yaquiana
- Agave yuccaefolia
  - Agave yuccifolia var. caespitosa
- Agave zapupe
- Agave zebra
- Agave zonata
- Agave zuccarinii

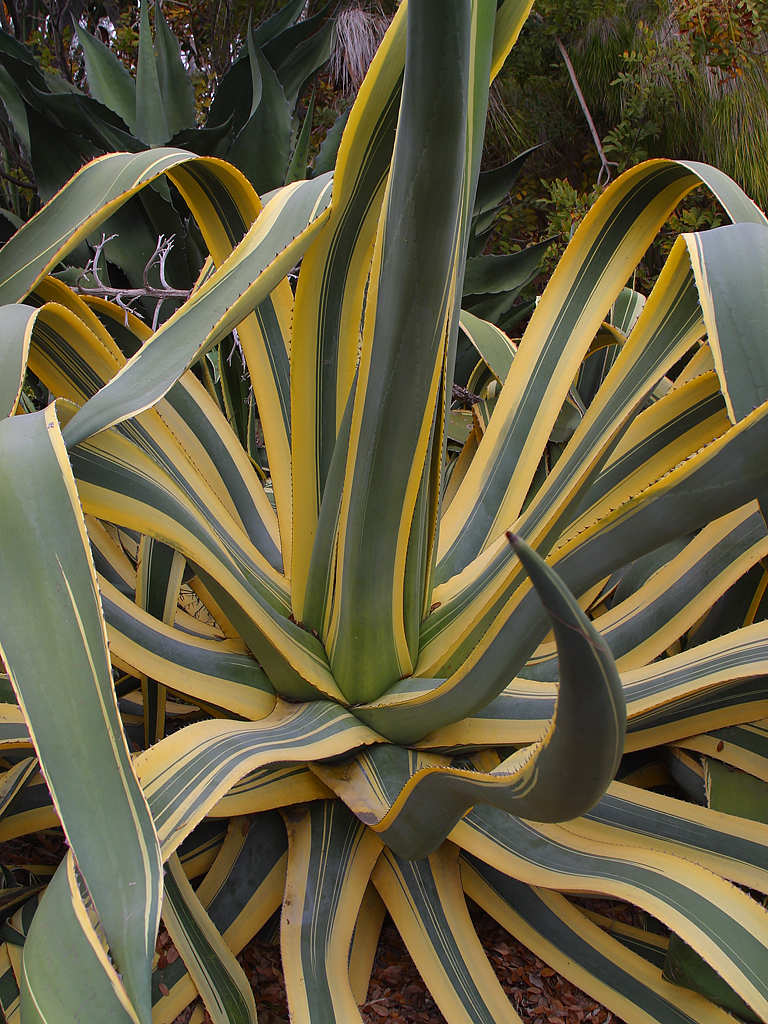
Agave americana
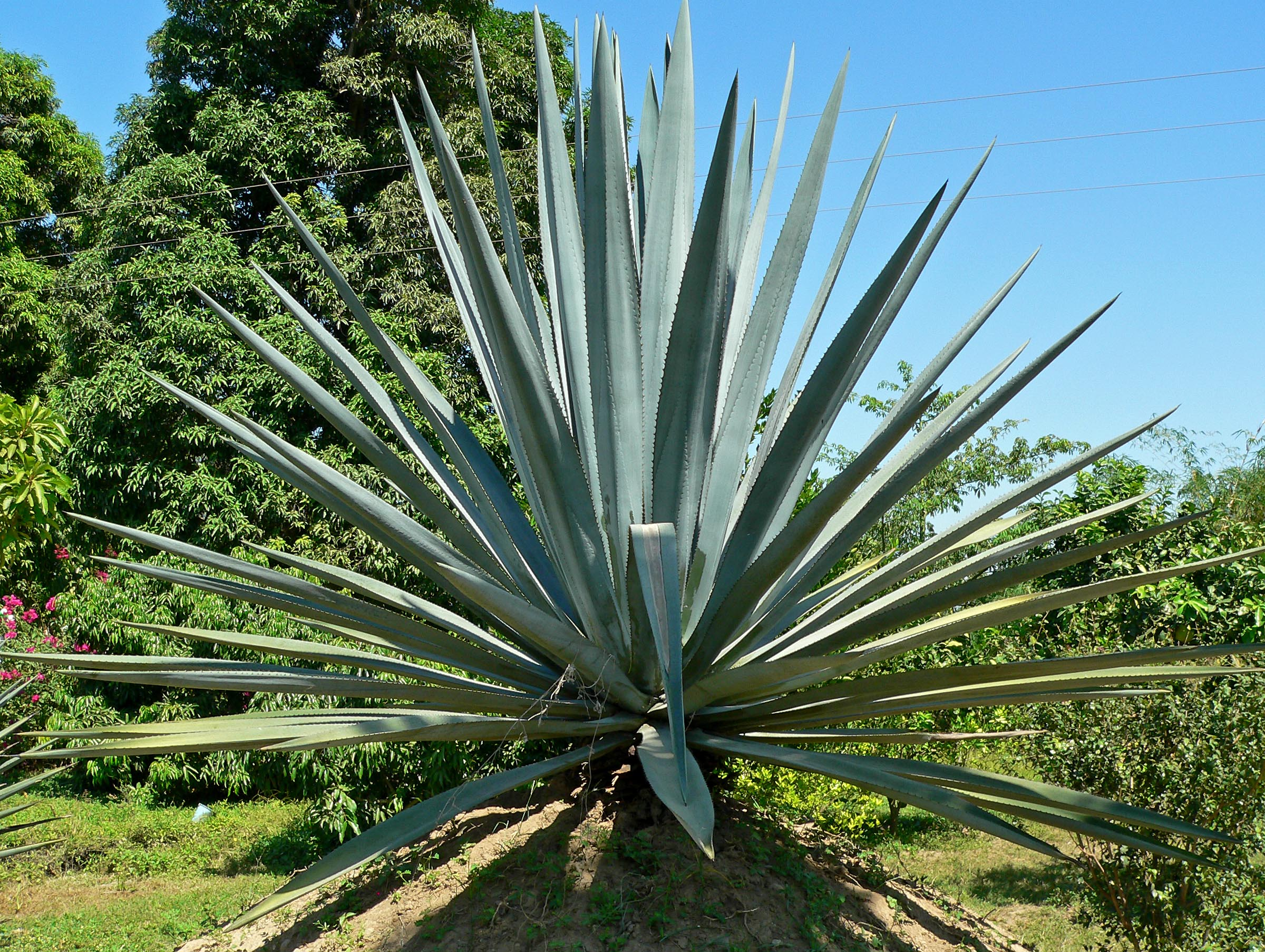
Agave tequilana
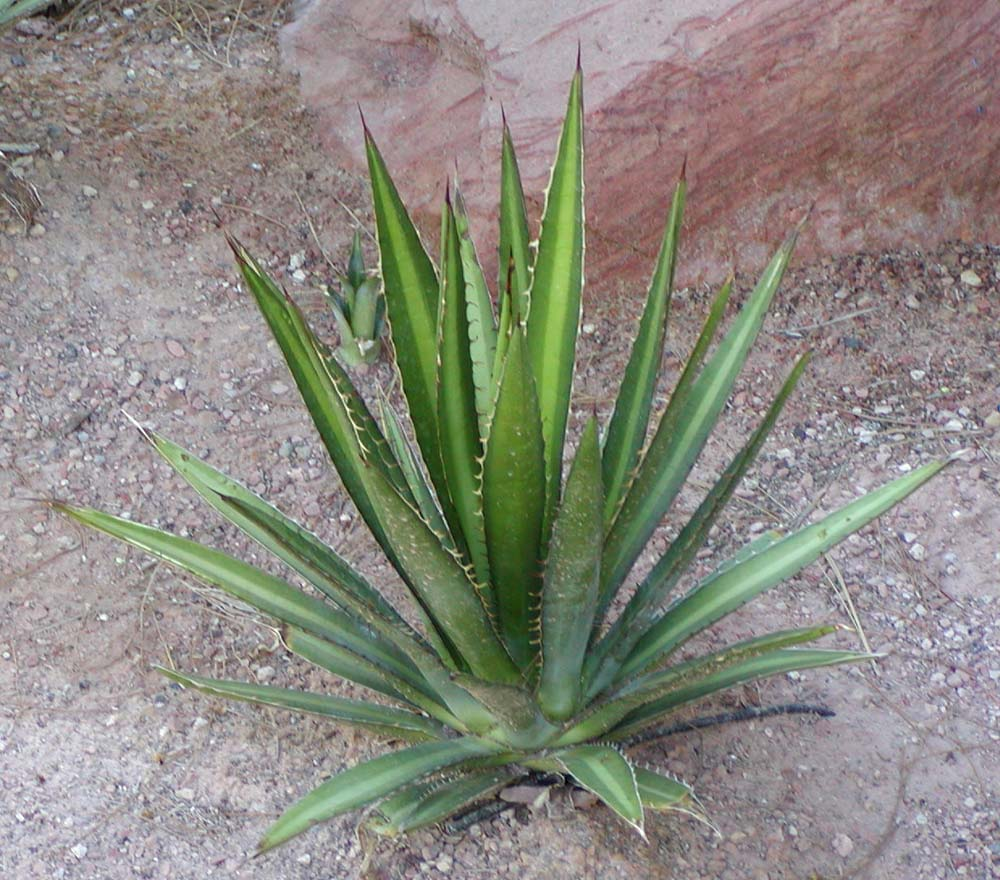
Agave lechuguilla
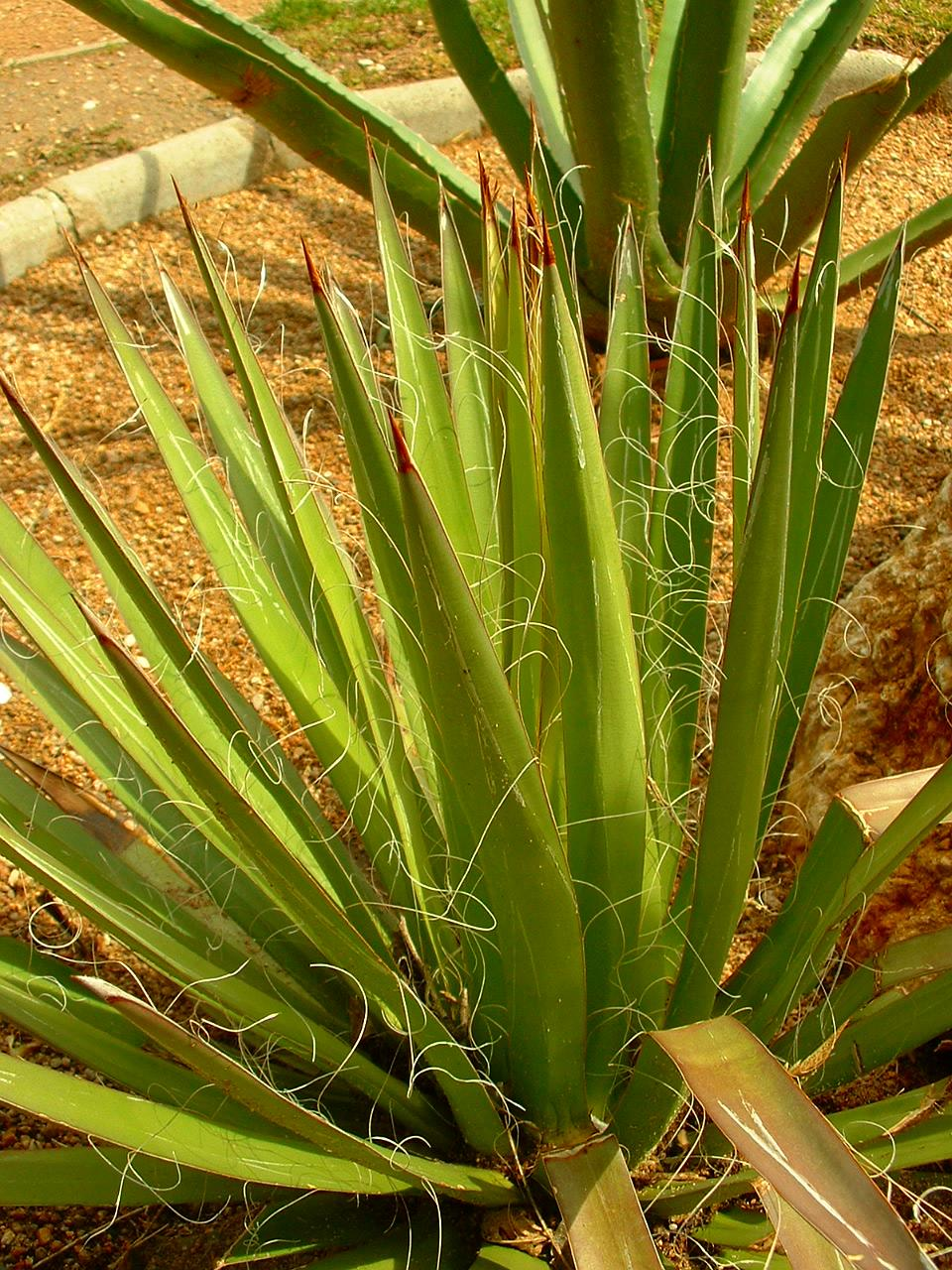
Agave filifera
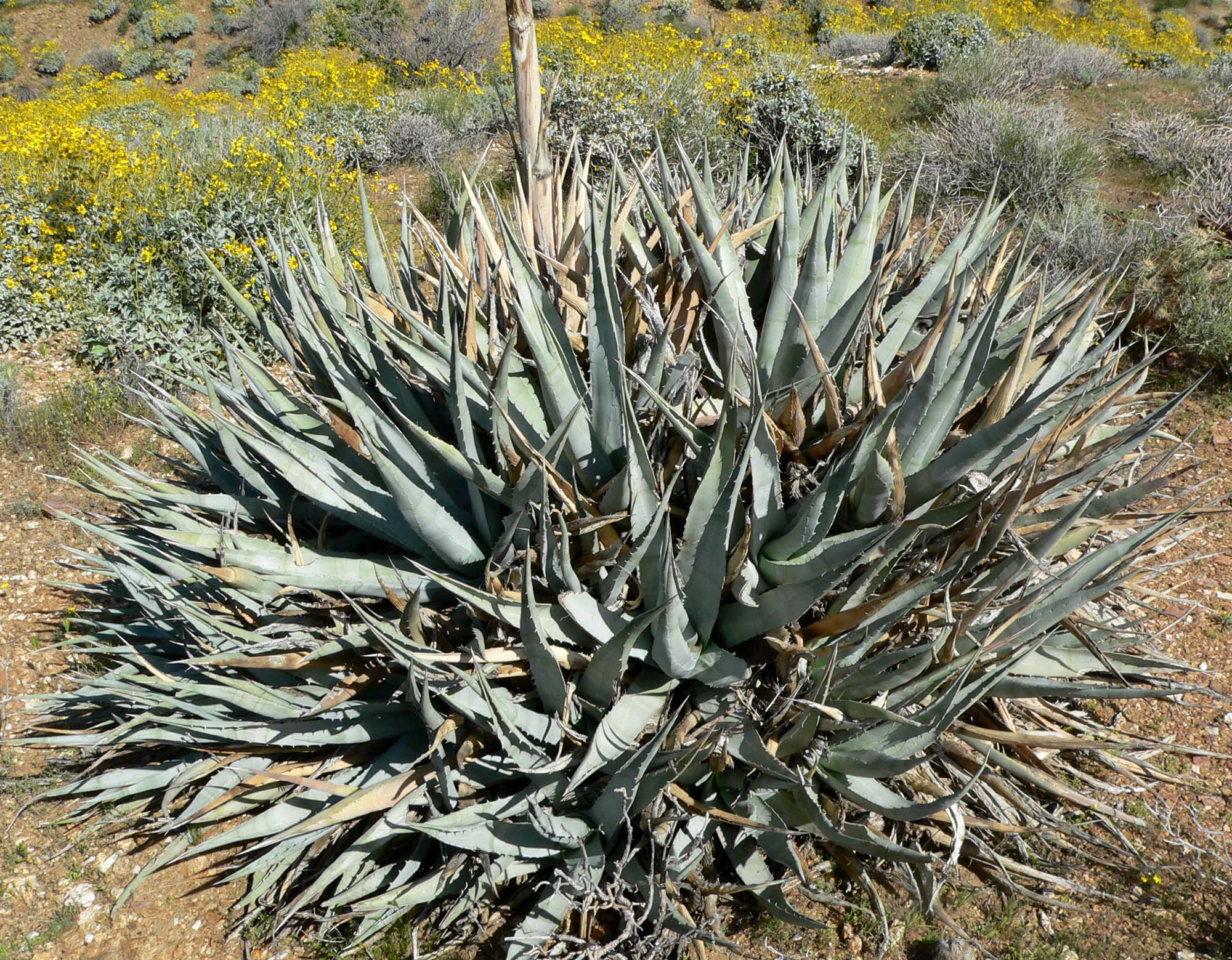
Agave deserti
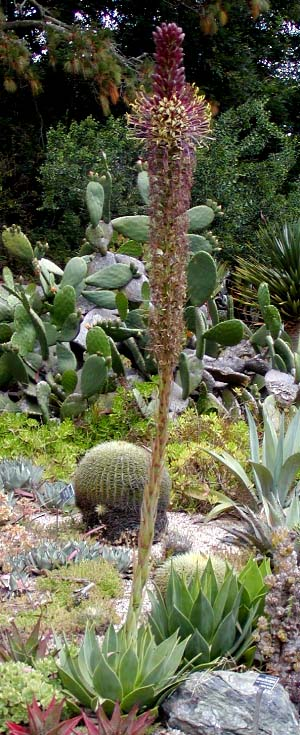
Agave chiapensis
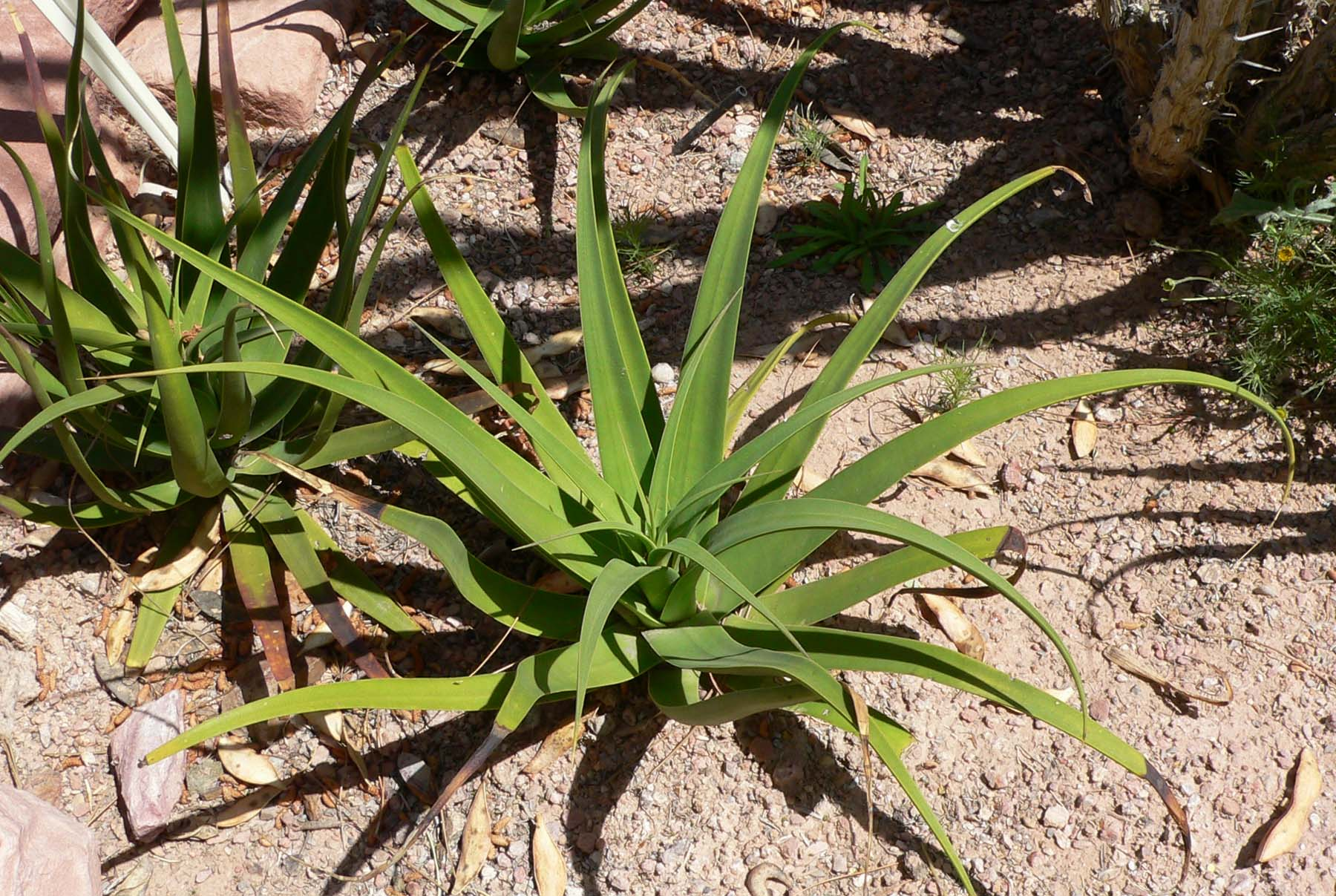
Agave bracteosa
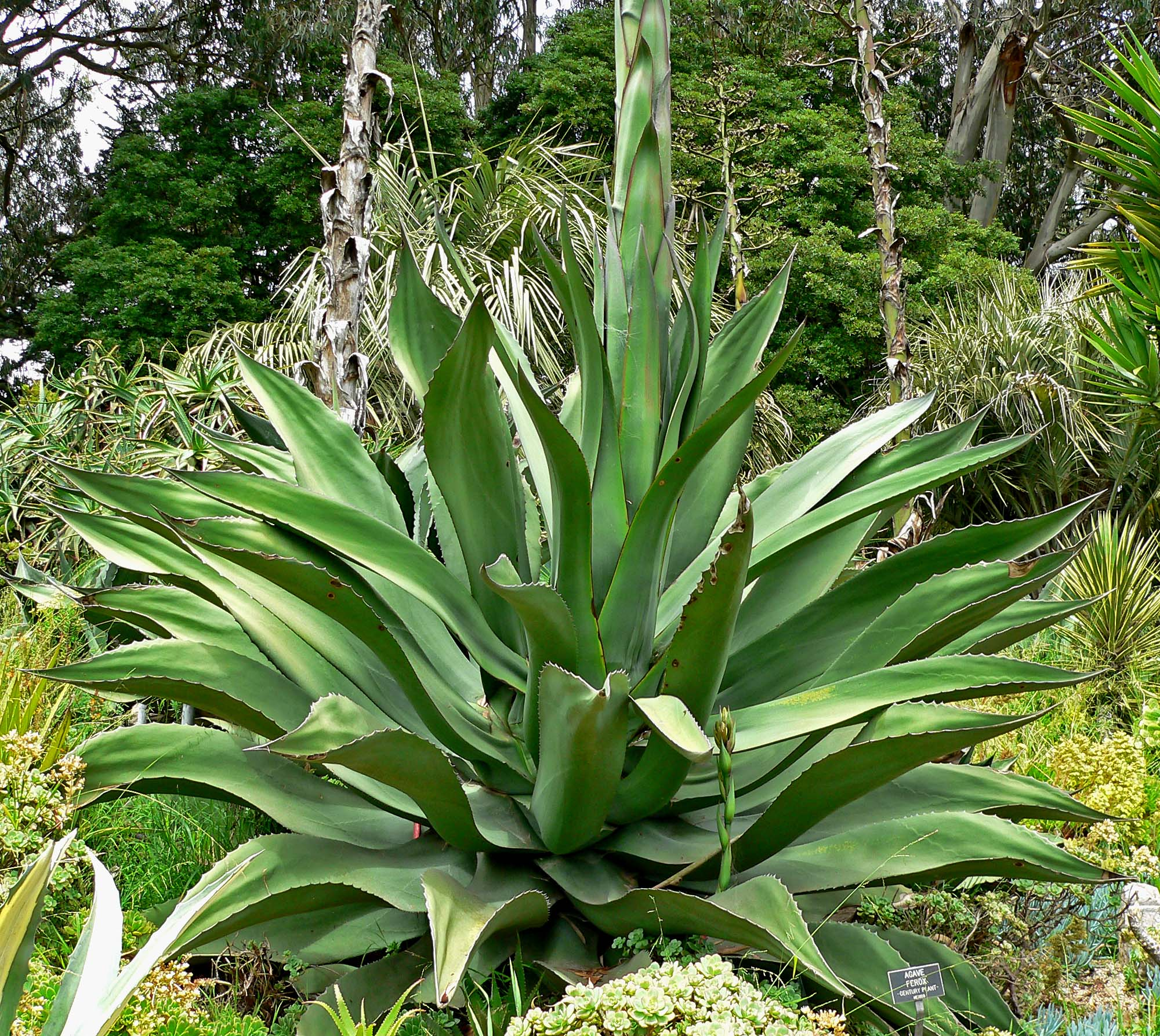
Agave salmiana
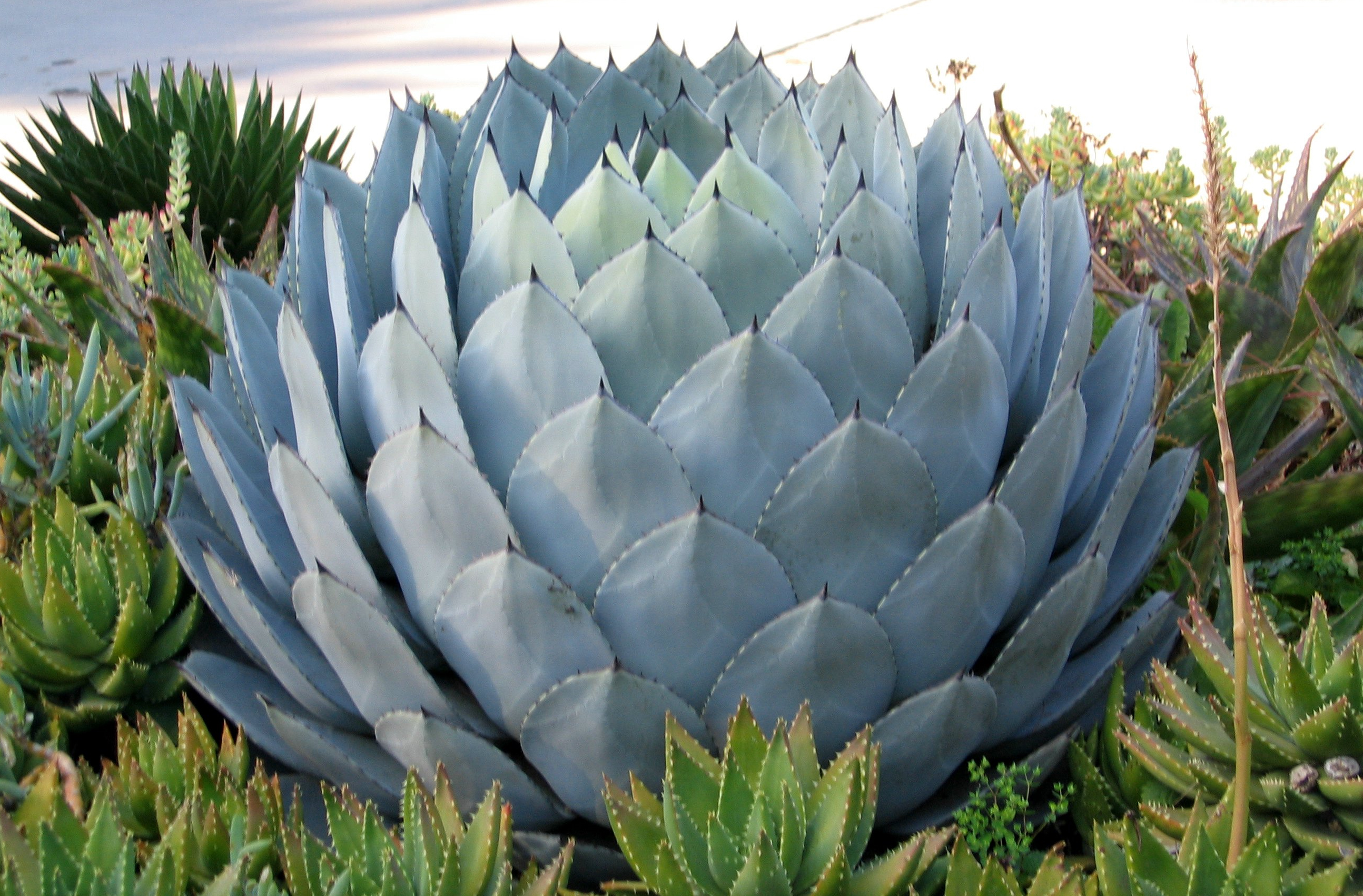
Agave parryi
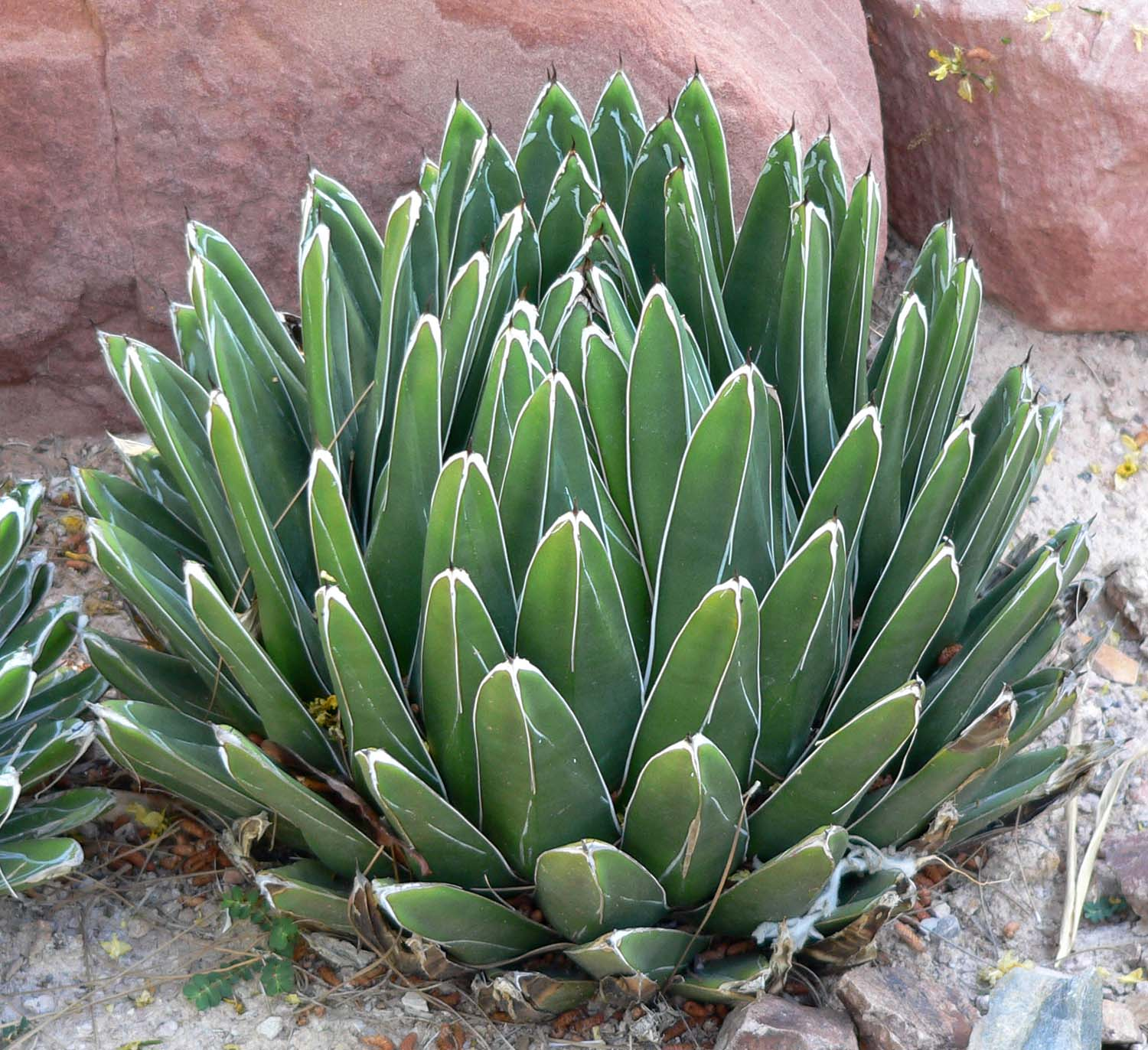
Agave victoriae-reginae

## Espècies cultivades

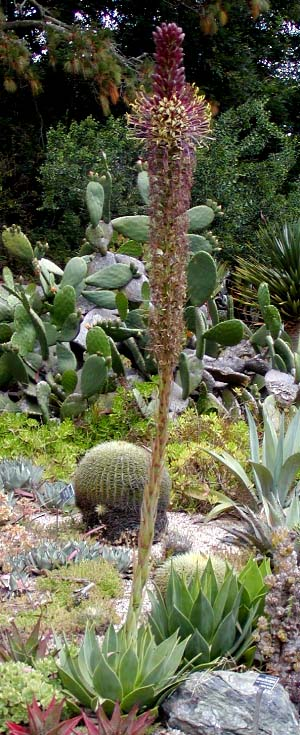
La llarga inflorescència dAgave chiapensis

Les espècies més comunament cultivades inclouen Agave americana, Agave angustifolia, Agave tequilana i Agave attenuata.
Una de les espècies més familiars és l'atzavara, oriünda de l'Amèrica tropical. El nombre d'anys abans de florir depèn del vigor de la planta individual, la riquesa del sòl, i el clima; durant aquests anys la planta està emmagatzemant a les fulles carnoses els nutrients necessaris per a l'esforç de la floració.
Agave americana fou introduïda a Europa a mitjans del segle xvi, i es conreà àmpliament com a planta ornamental; en les formes jaspiades, la fulla té una fina llista blanca o grogosa central blanca. Mentre les fulles es desenvolupen des del centre de la roseta, la impressió de les espines marginals és visible en les més joves del centre de la roseta. Les plantes són sensibles a la gebrada. Maduren molt lentament i moren després de florir, però s'estenen fàcilment pels propàguls apareguts a la base de la tija.
A. attenuata és oriünda de Mèxic central i és inusual en el seu hàbitat natural. A diferència de la majoria de les espècies d'Agave, A. attenuata té una flor punxeguda i corbada. A. attenuata és també comunament cultivada com a planta de jardí. A diferència de molts agaves A. attenuata no té el marge dentat ni punxes terminals, i això la fa una planta ideal per a àrees adjacents a viaranys. Com tots els agaves A. attenuata és una suculenta i exigeix poca aigua i poc de manteniment un cop trasplantada.
Agave tequilana s'usa en la producció de tequila.

## Usos
Hi ha quatre parts essencials de l'agave que són comestibles: les flors, les fulles, les tiges o rosetes basals i la saba (anomenada aiguamel).
Cada planta d'agave produirà unes quantes lliures de flors comestibles durant la seva estació final. Les tiges, que estan preparades durant l'estiu, abans de la florida, pesen unes quantes lliures cadascuna. Rostides, són dolces i es poden mastegar per extreure'n l'aiguamel, com canya de sucre. Quan s'assequen, les tiges es poden utilitzar per fer didjeridús. Les fulles es poden recollir per menjar a l'hivern i primavera, quan les plantes són riques en saba. Les fulles d'unes quantes espècies també produeixen fibra: per exemple Agave rigida var. sisalana, cànem de pita, Agave decipiens, cànem de pita falsa. Agave americana és la font de fibra de pita, i és utilitzada com a planta de fibra a Mèxic, al Carib i sud d'Europa.
Durant el desenvolupament de la inflorescència, hi ha una aglomeració de saba a la base del peduncle jove. El nèctar d'agave, un endolcidor derivat de la saba, s'utilitza com a alternativa al sucre en la cuina i es pot afegir a cereals d'esmorzar.
En el cas d'A. americana i altres espècies, s'utilitza a Mèxic i Mesoamèrica en la producció del pulque. Per destil·lació, s'obté una beguda espirituosa anomenada mescal; una de les formes més conegudes de mescal és el tequila. El 2001, el govern mexicà i la Unió Europea estaven d'acord en la classificació del tequila i les seves categories. Tot el tequila s'ha d'elaborar a partir de l'agave blau de Weber, amb especificacions rigoroses i només en certs estats mexicans.
La gent ha trobat alguns altres usos de la planta diferents de menjar. Quan s'assequen i es tallen en làmines, la tija de floració serveix de suavitzador natural, i el suc espremut de les fulles farà bromera en aigua com el sabó. Els nadius de Mèxic utilitzaven l'agave per fer llapis, claus i agulles, així com corda per cosir i per fer trenats. El te de les fulles o tintura presa oralment s'utilitza per tractar el restrenyiment i l'excés de gas. També s'utilitza com un diürètic. El te d'arrel o tintura es pren oralment per tractar les articulacions artrítiques. També es considera que unes quantes espècies d'agave tenen potencial com a fonts de bioenergia eficaces.
L'habilitat de l'agave per créixer naturalment dins els ambients pobres en aigua podria ajudar a evitar la conversió de cultius d'aliments en cultiu de biocombustibles.
L'agave, especialment Agave murpheyi, era una font alimentària essencial per als amerindis del sud-oest dels Estats Units. Els hohokam del sud d'Arizona conreaven grans àrees d'agave.

## Perills
A banda de les possibles lesions causades per les espines, el suc de moltes espècies d'agave pot provocar dermatitis de contacte aguda. Produïx envermelliment i butllofes que poden durar entre una i dues setmanes. Els episodis de picor es poden repetir fins a un any després, tot i que no hi haja una erupció cutània visible. La irritació és, en part, provocada per l'oxalat de calci.

## Imatges d'espècie i cultivars

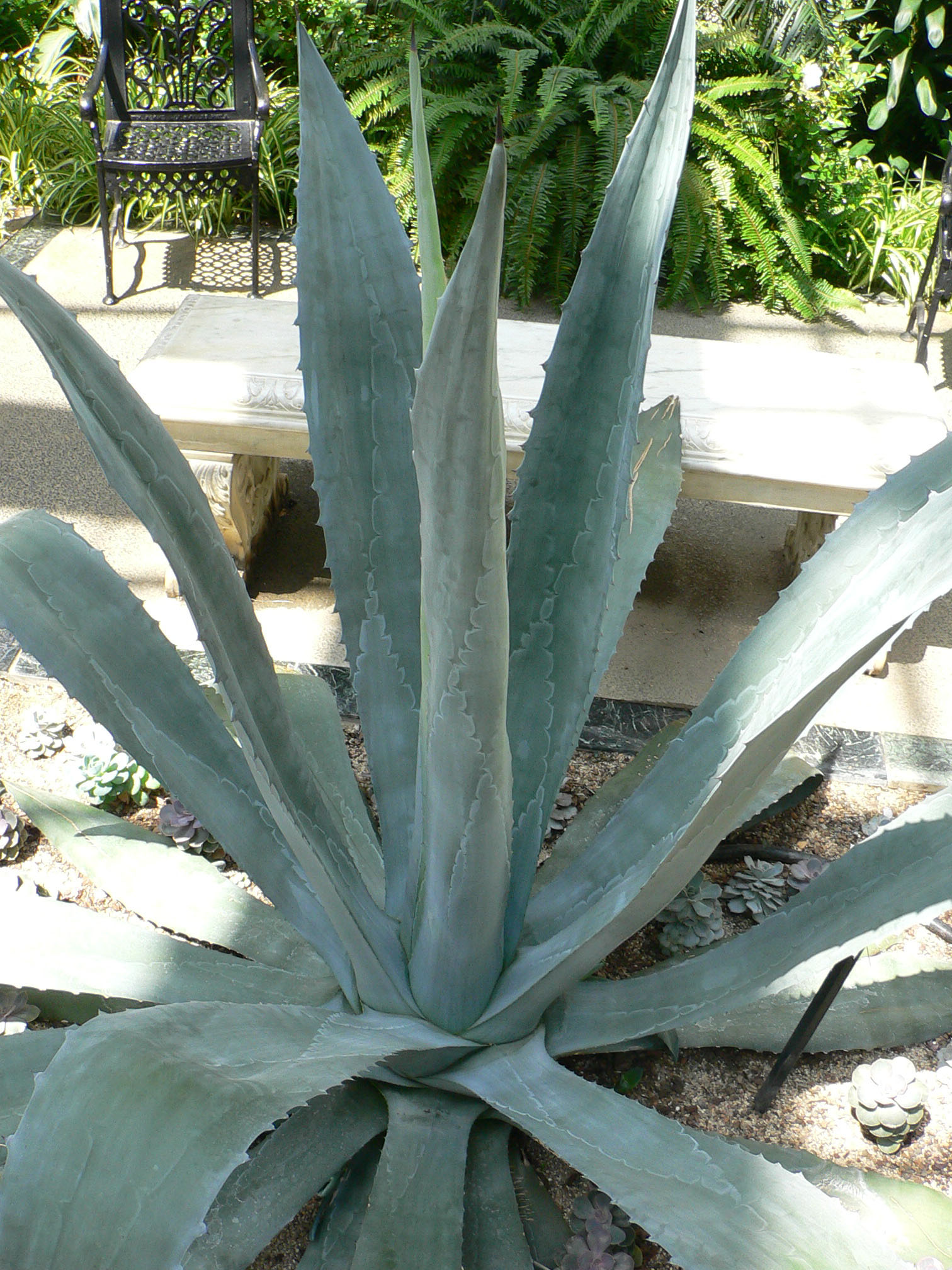
Agave americana var. americana
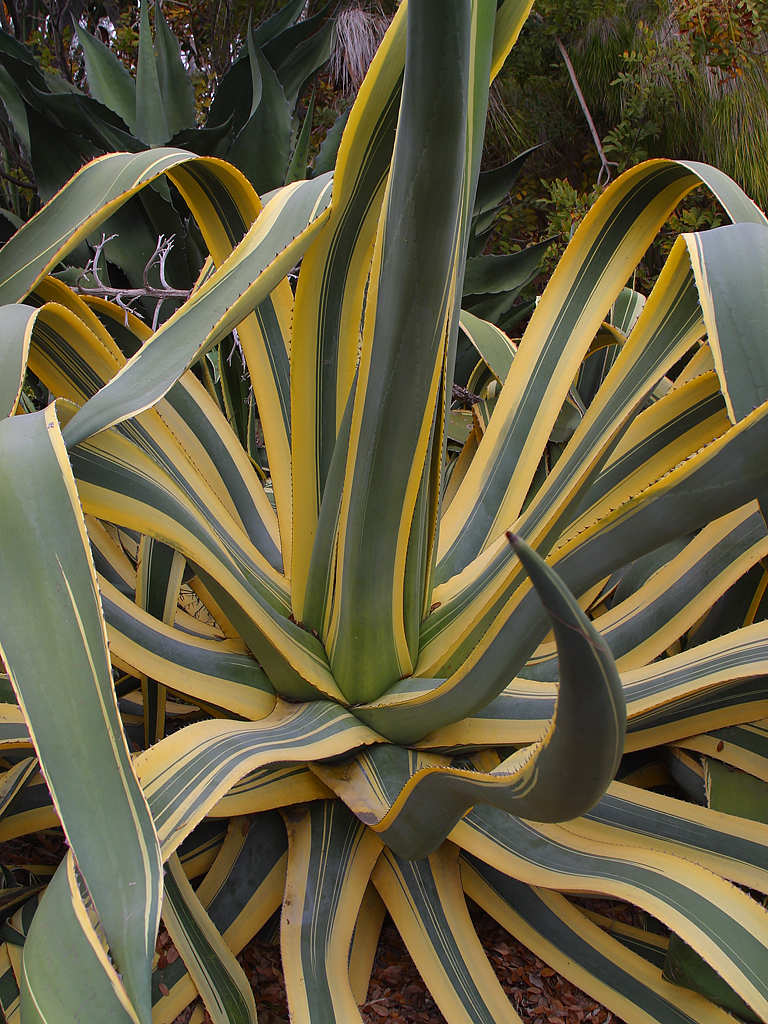
Agave americana var. 'marginata'
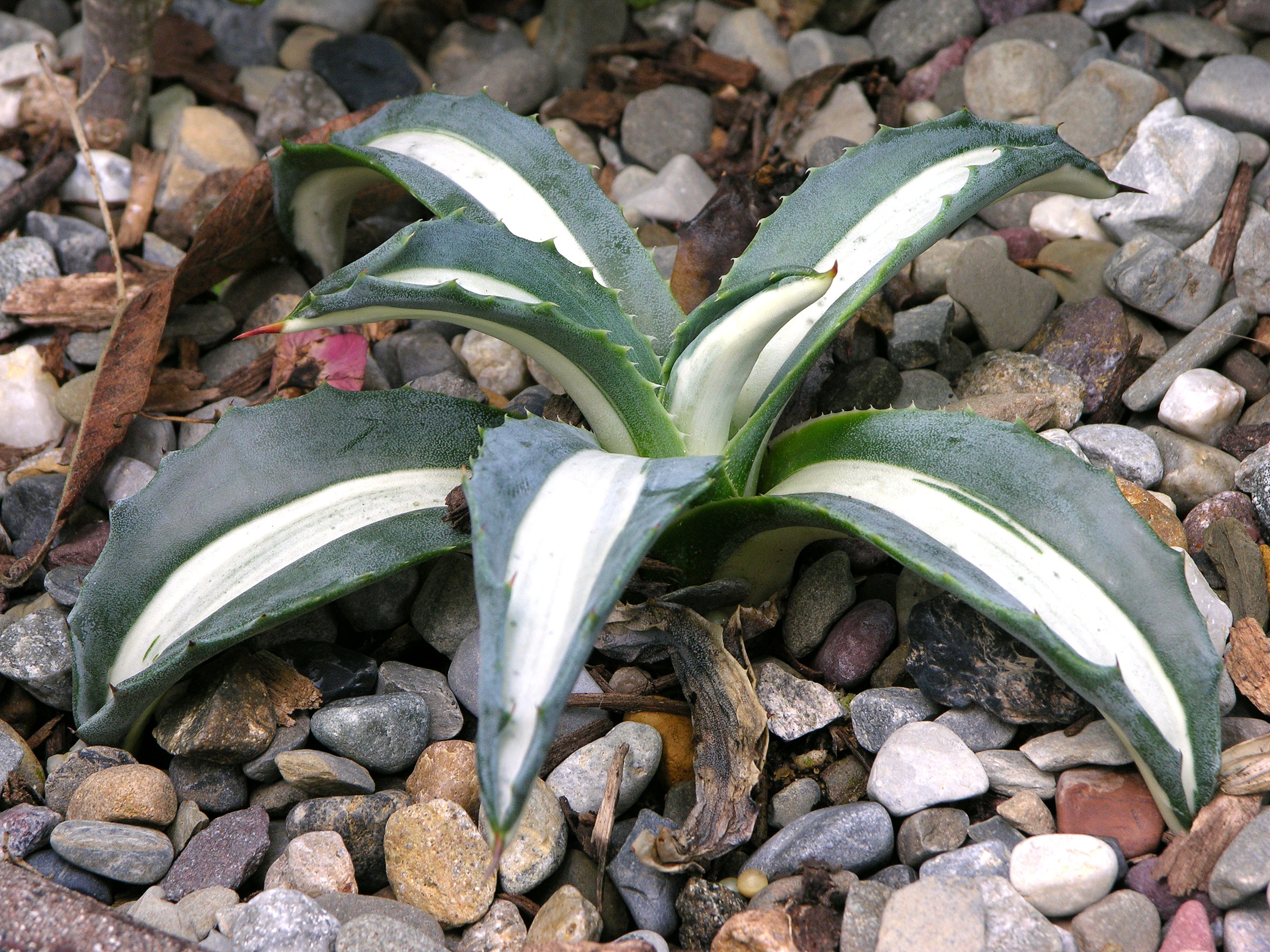
Agave americana cv. 'Mediopicta Alba'
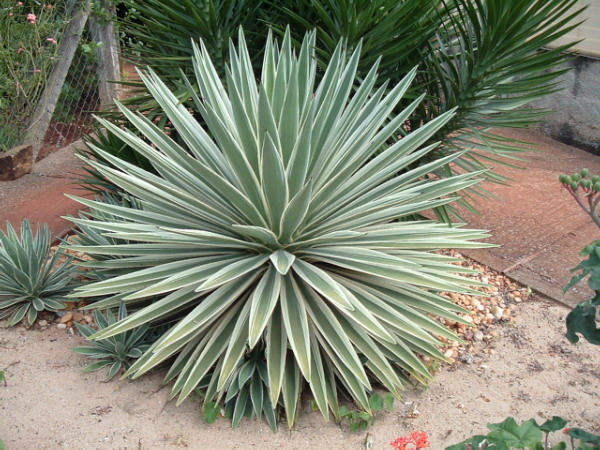
Agave angustifolia 'Marginata'
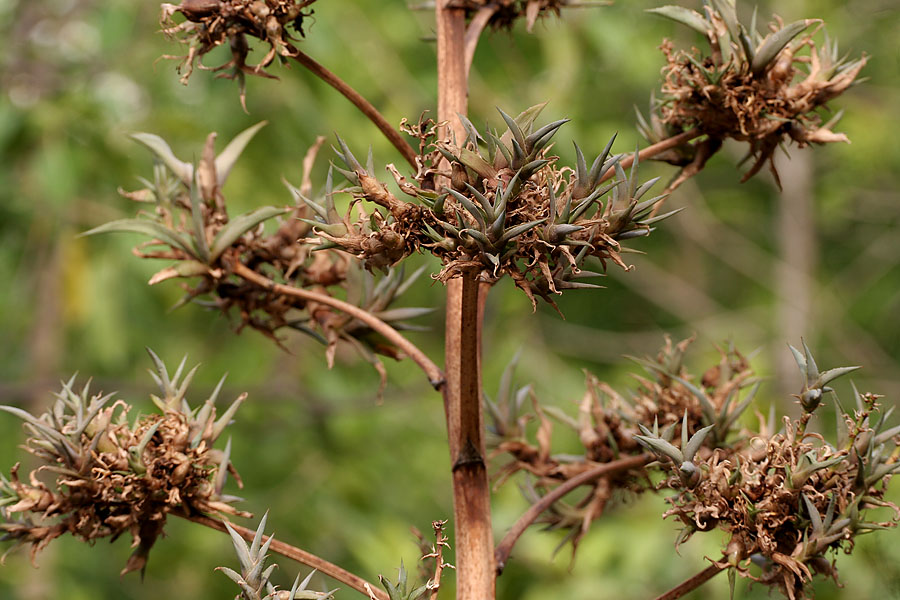
Agave angustifolia
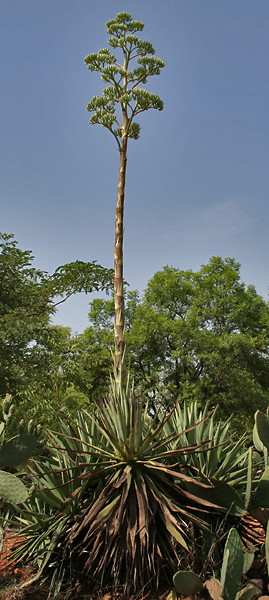
Agave angustifolia
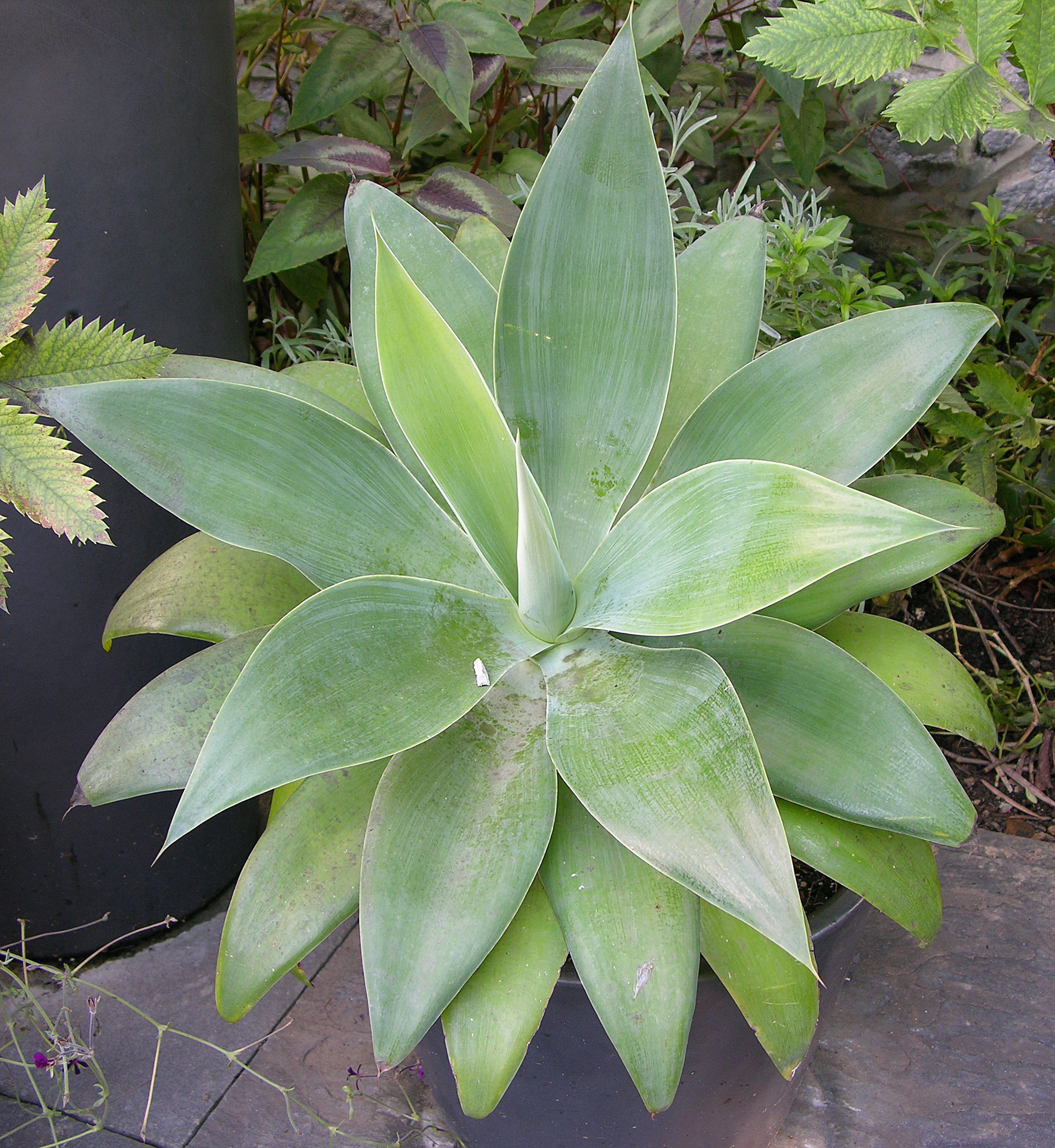
Agave attenuata
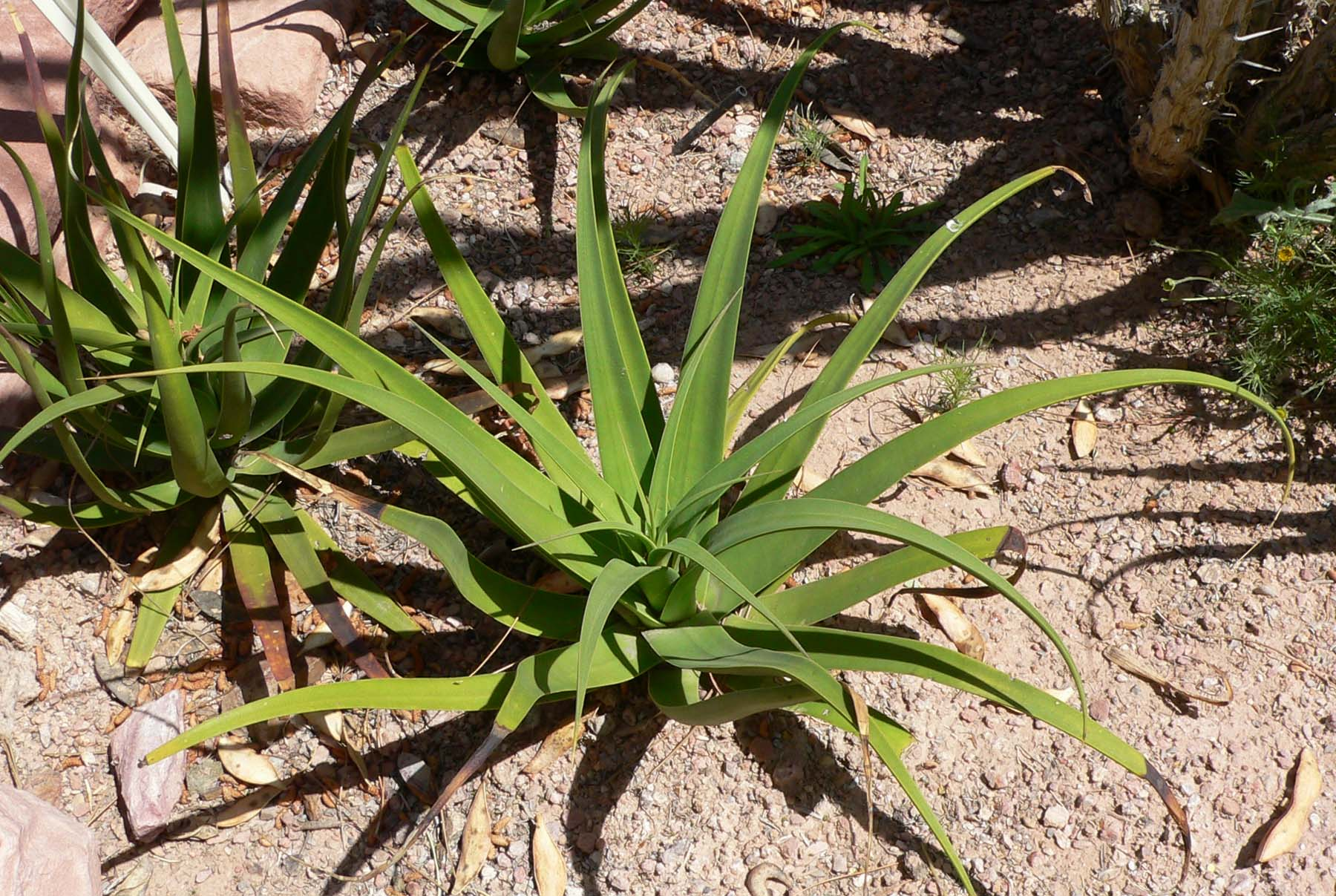
Agave bracteosa
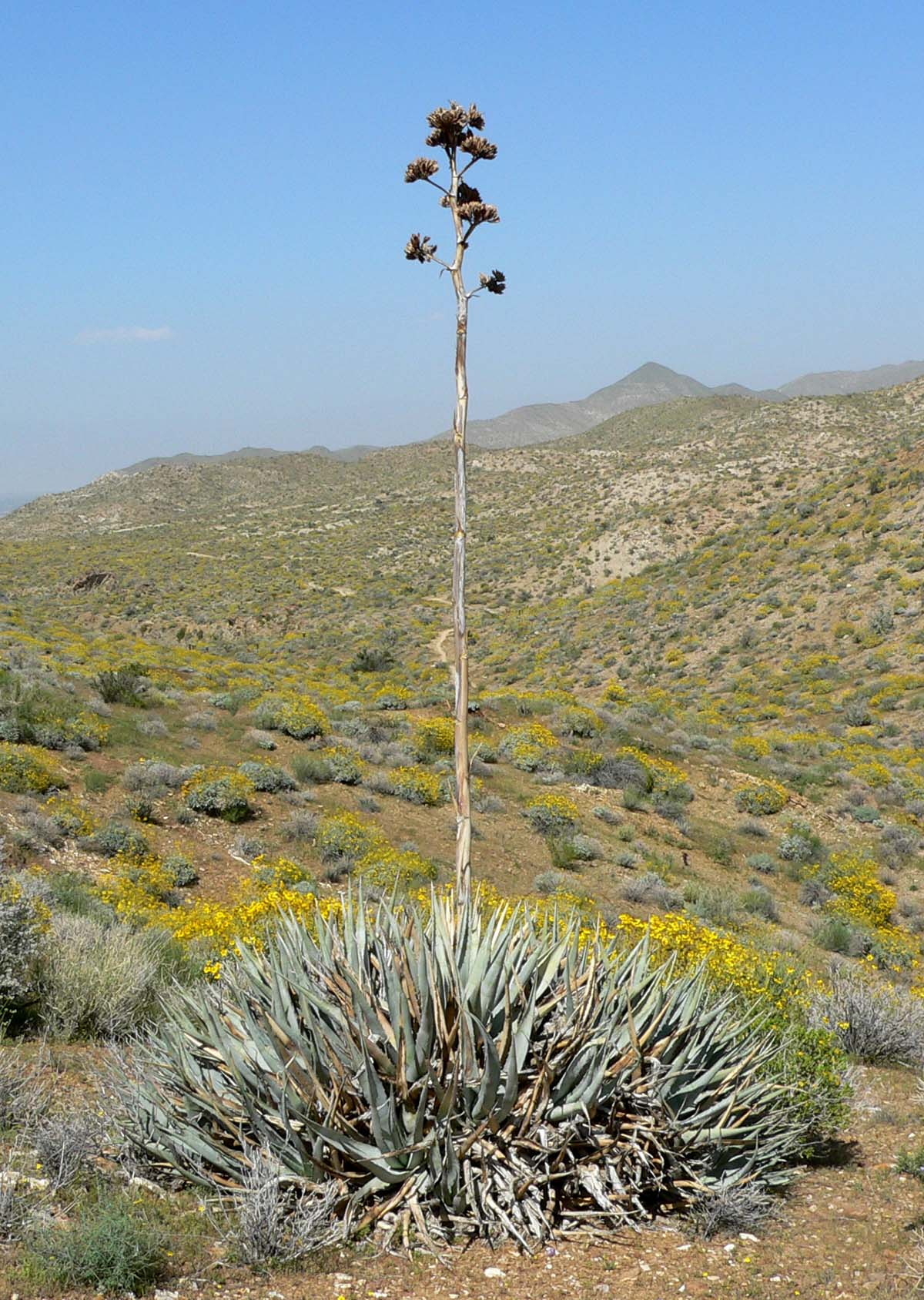
Agave deserti
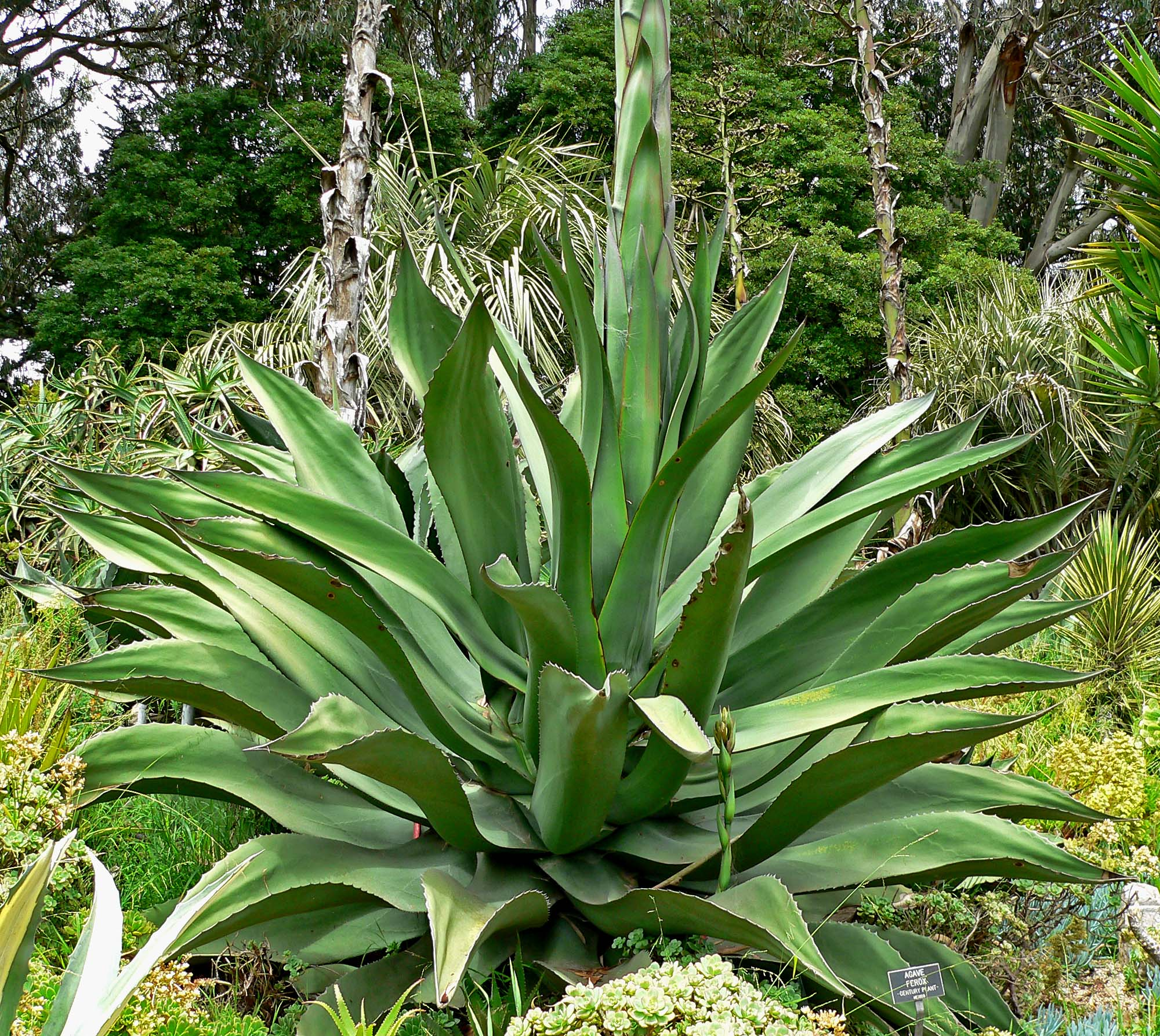
Agave salmiana var. ferox
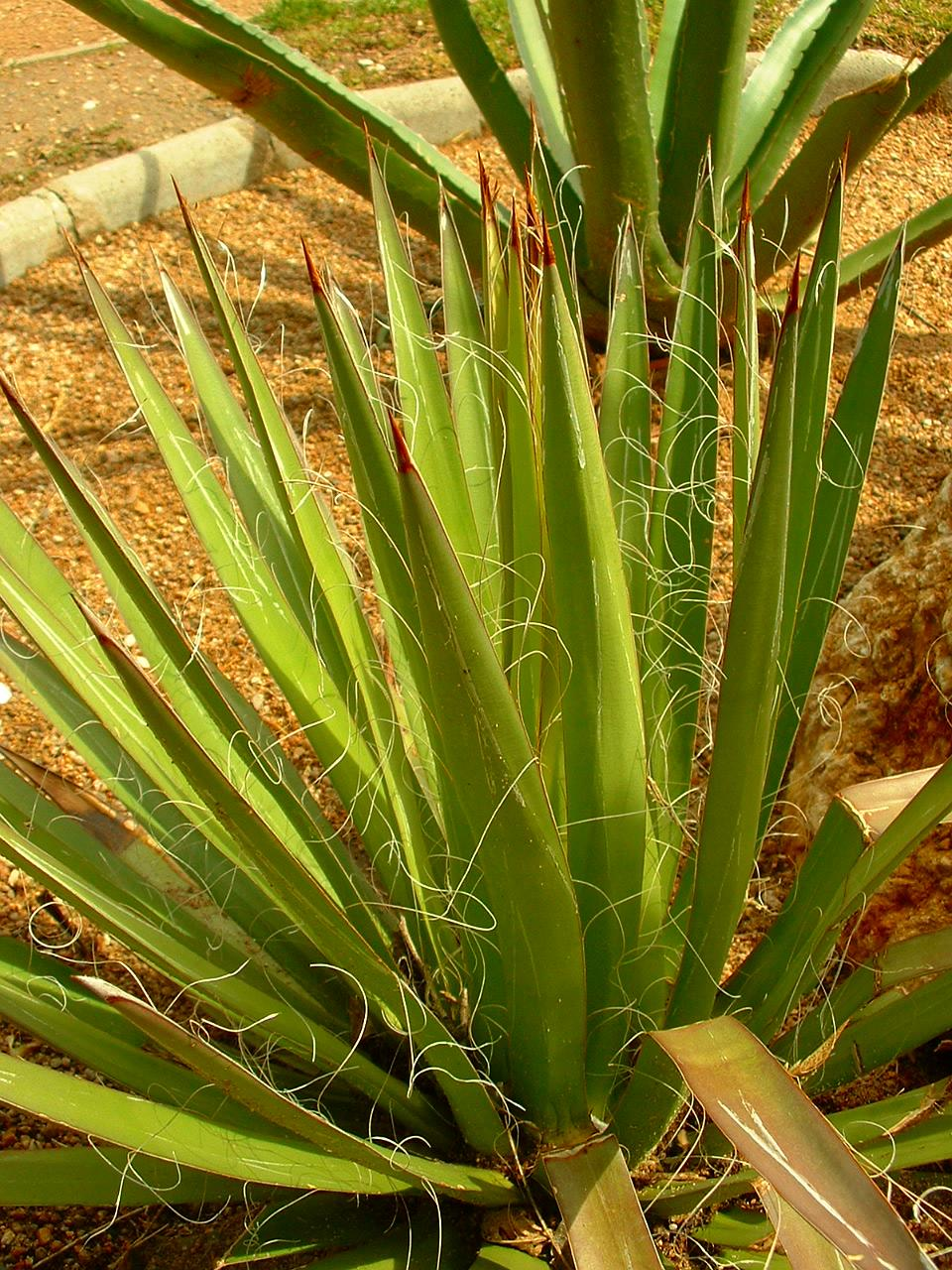
Agave filifera
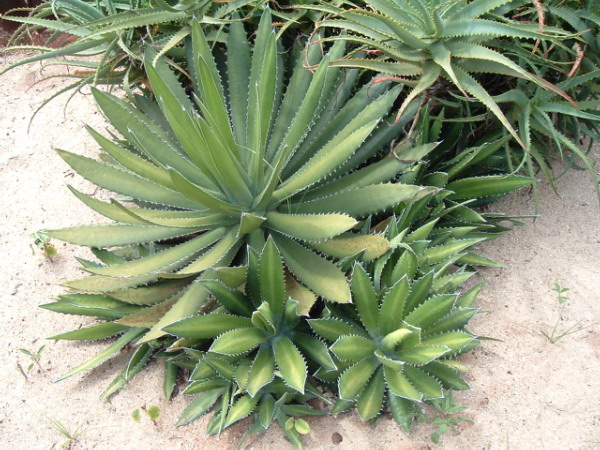
Agave horrida
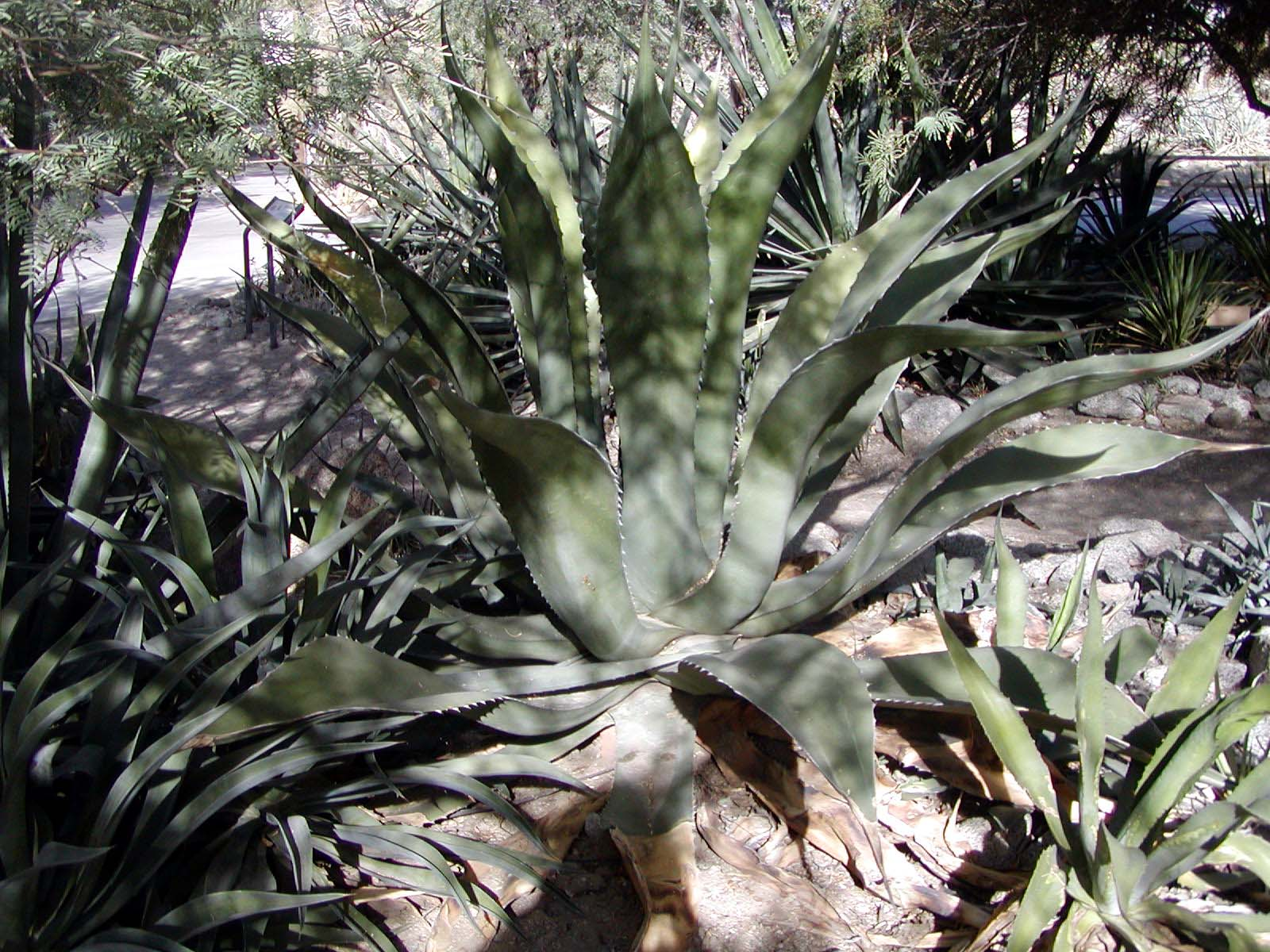
Agave inaequidens ssp. barrancensis
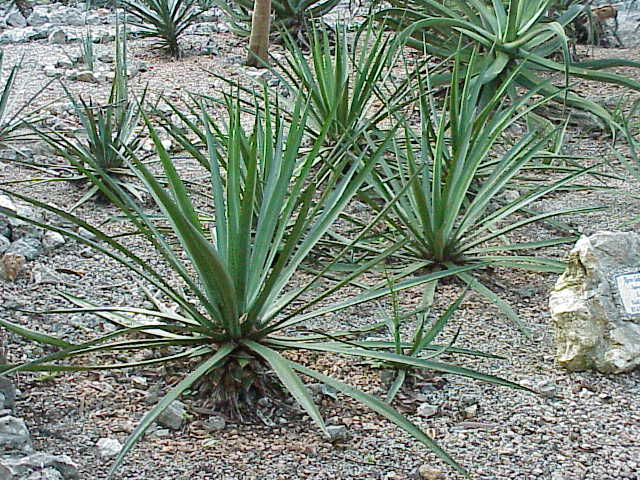
Agave lechuguilla
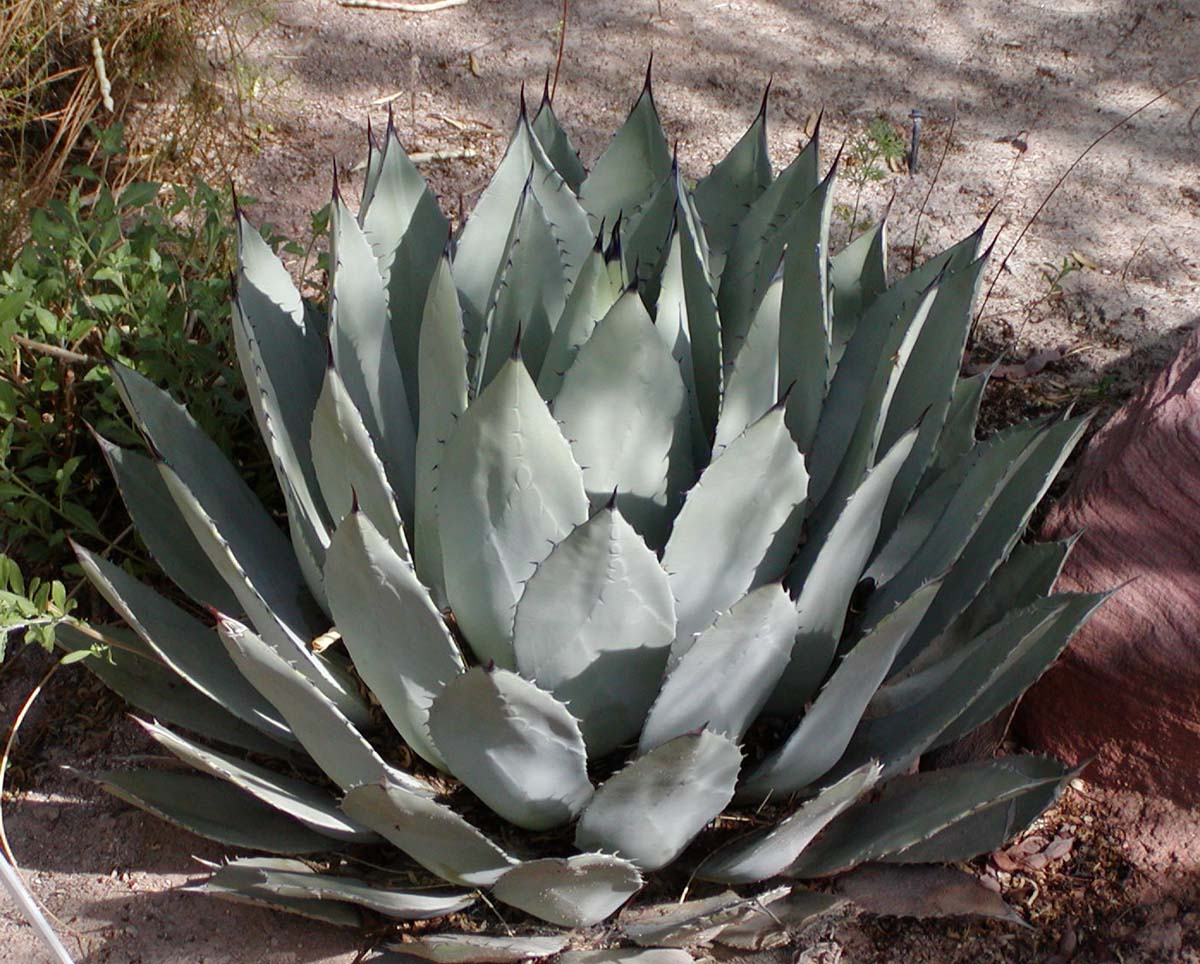
Agave palmeri
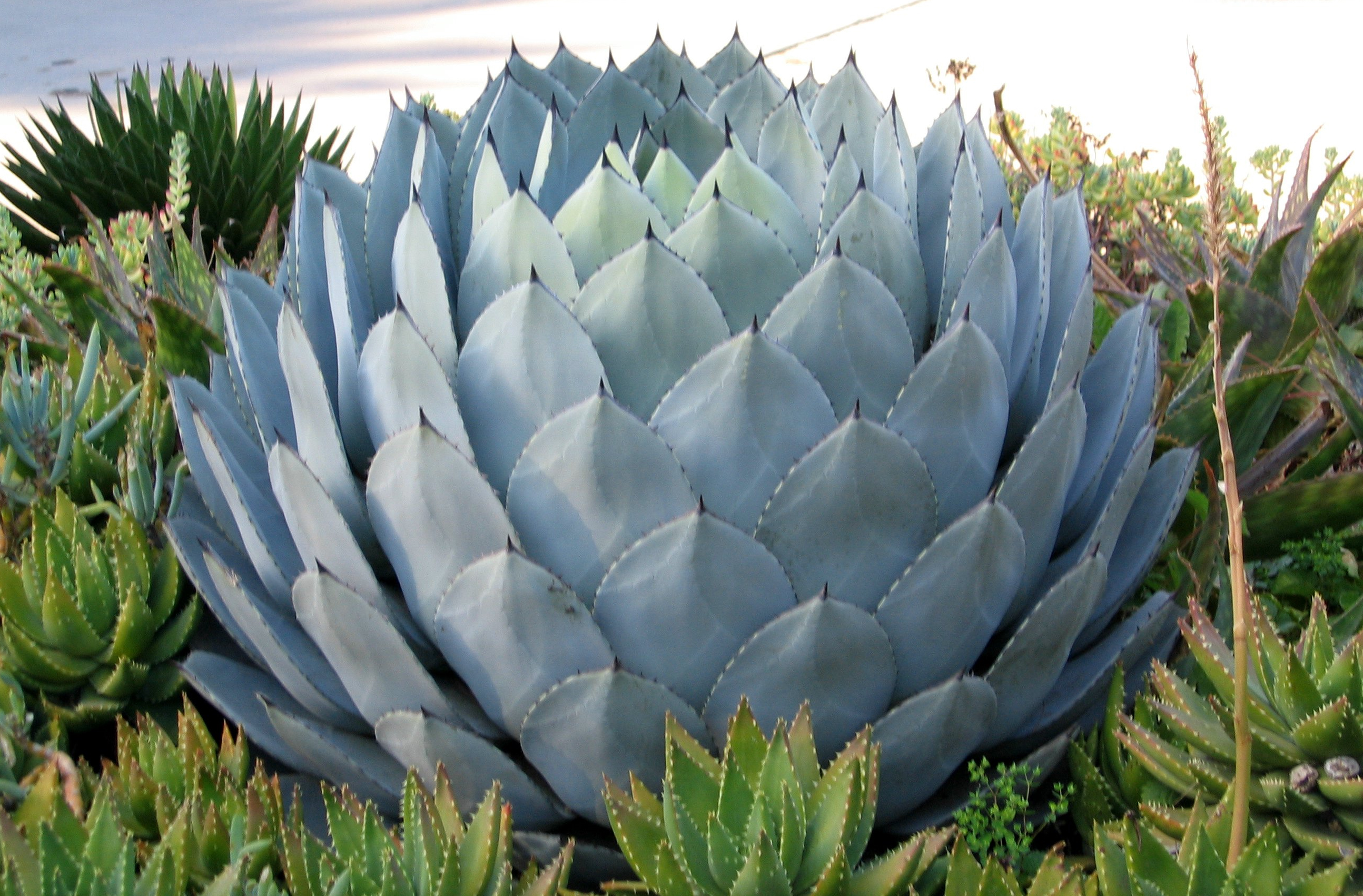
Agave parryi
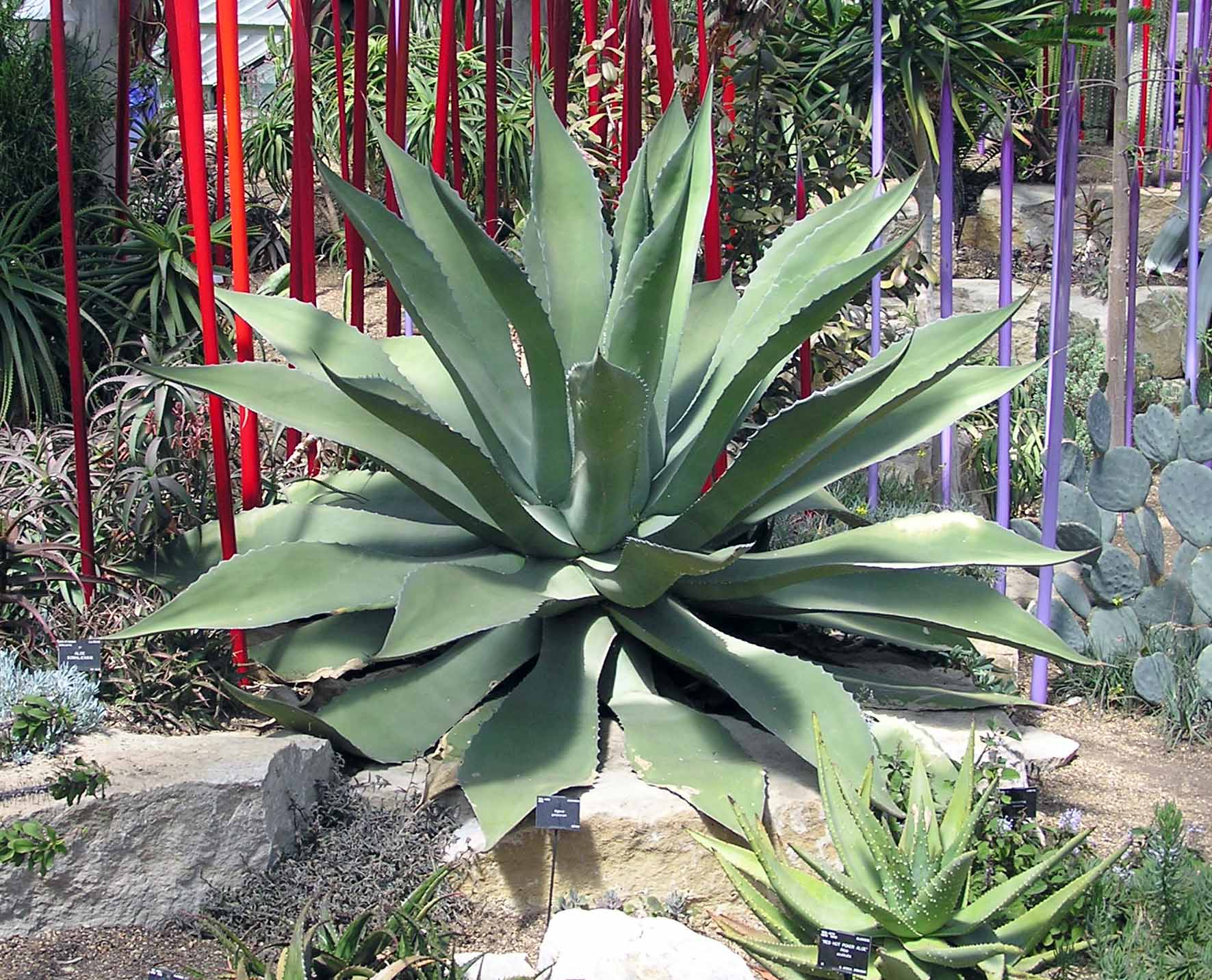
Agave potatorum
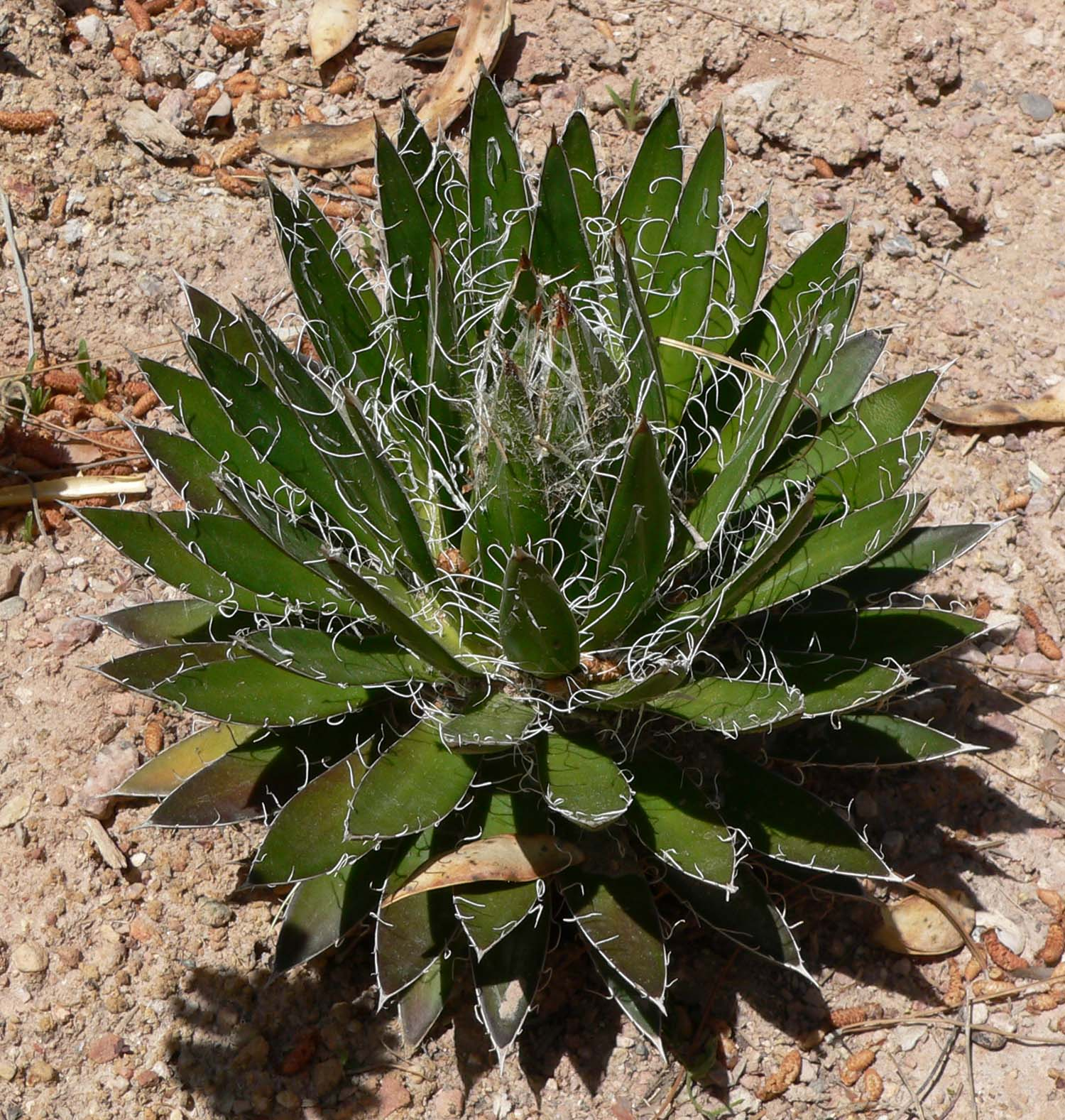
Agave schidigera cv. 'Durango Delight'
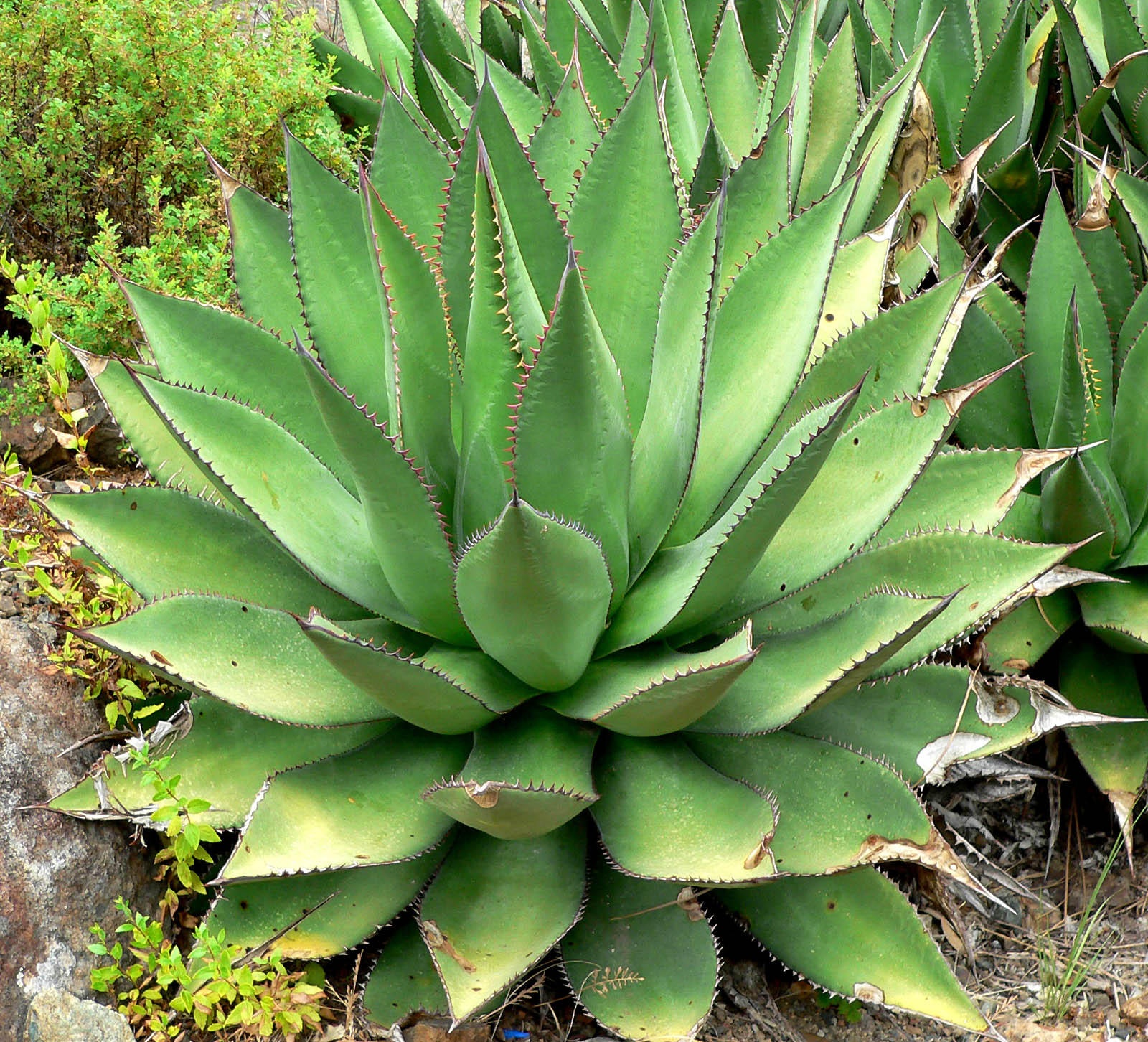
Agave shawii
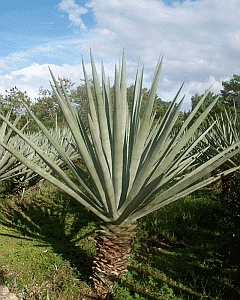
Agave sisalana (sisal)
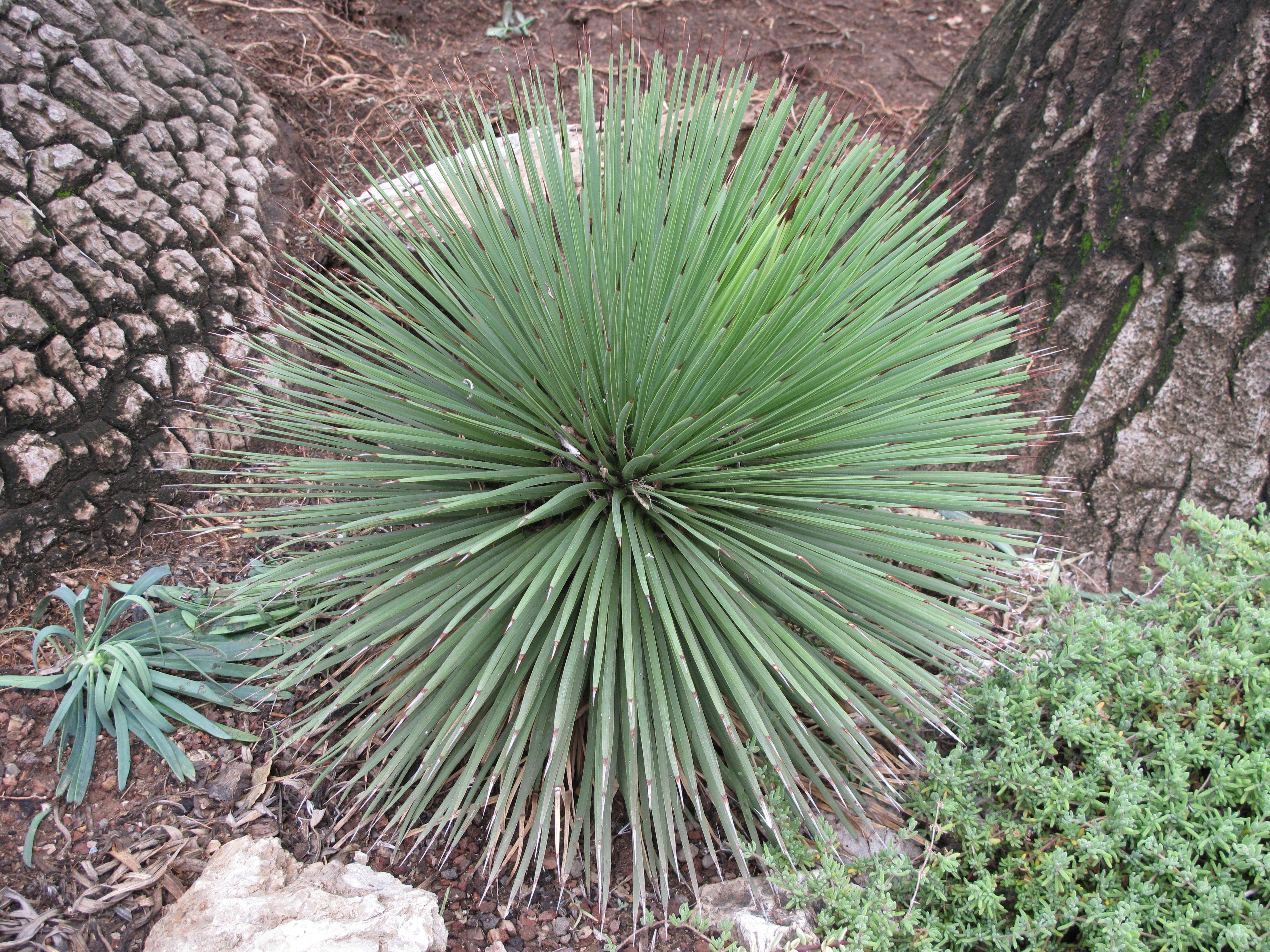
Agave stricta
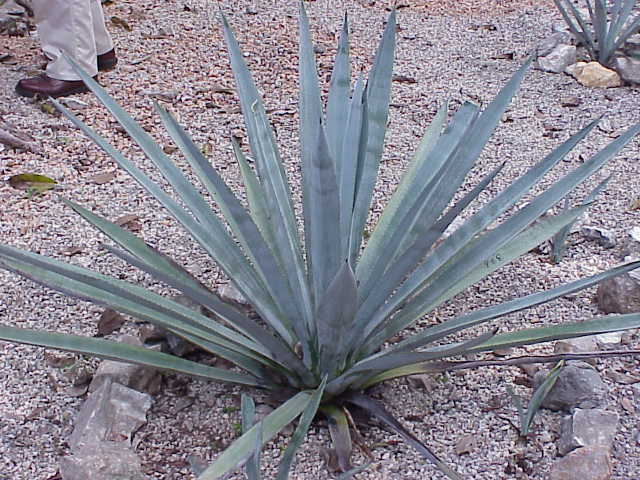
Agave tequilana (tequila agave)
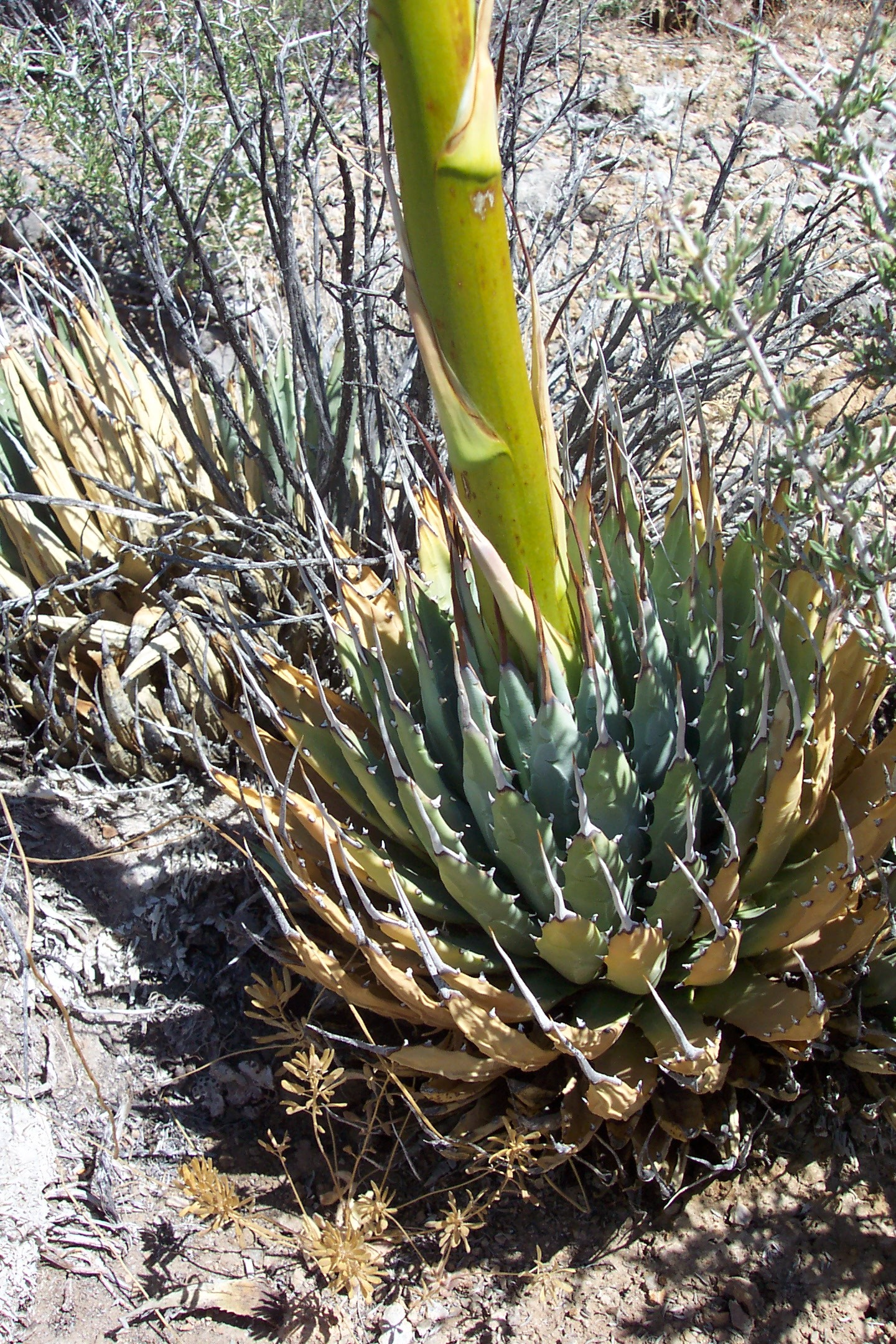
Agave utahensis
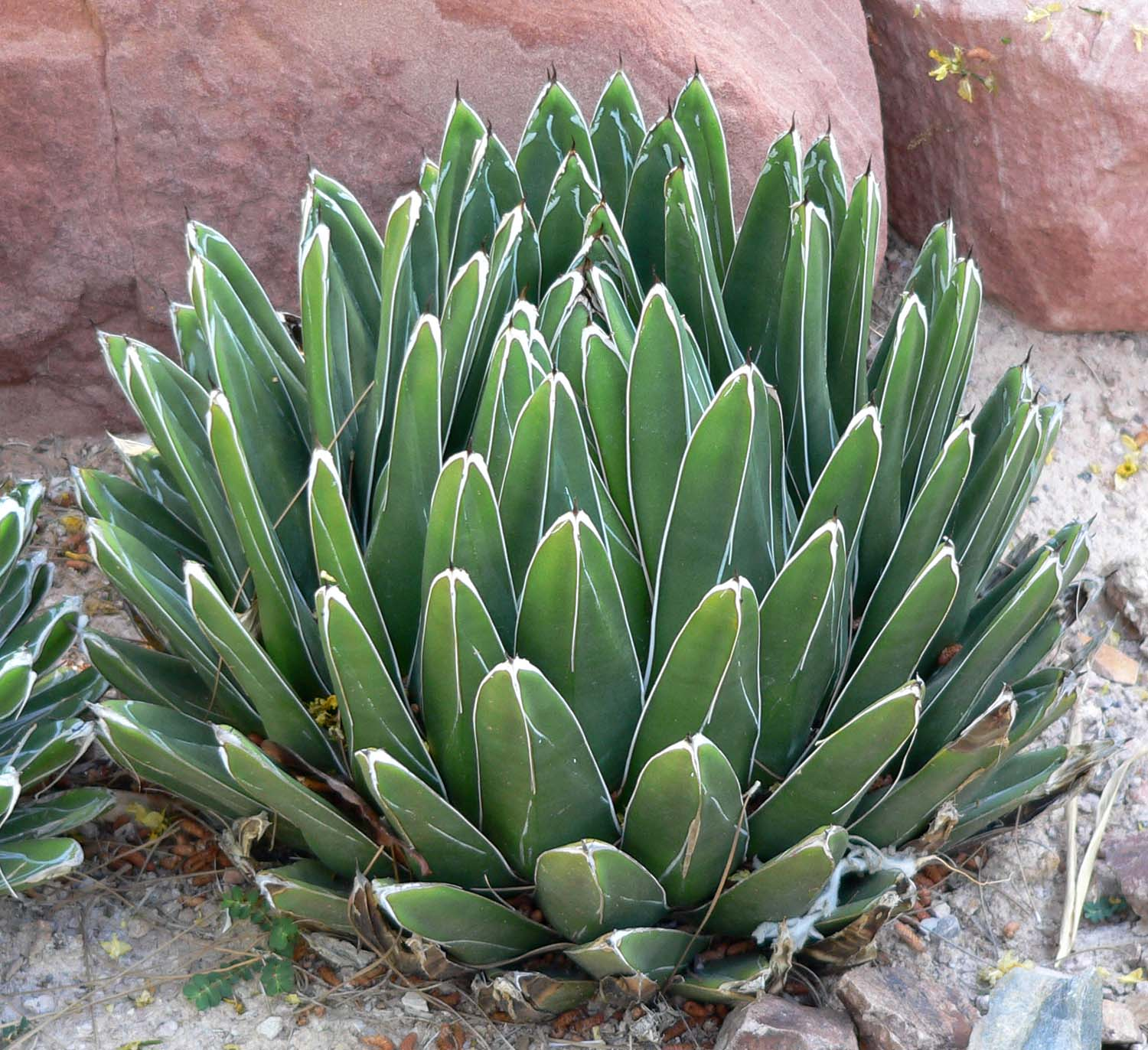
Agave victoriae-reginae
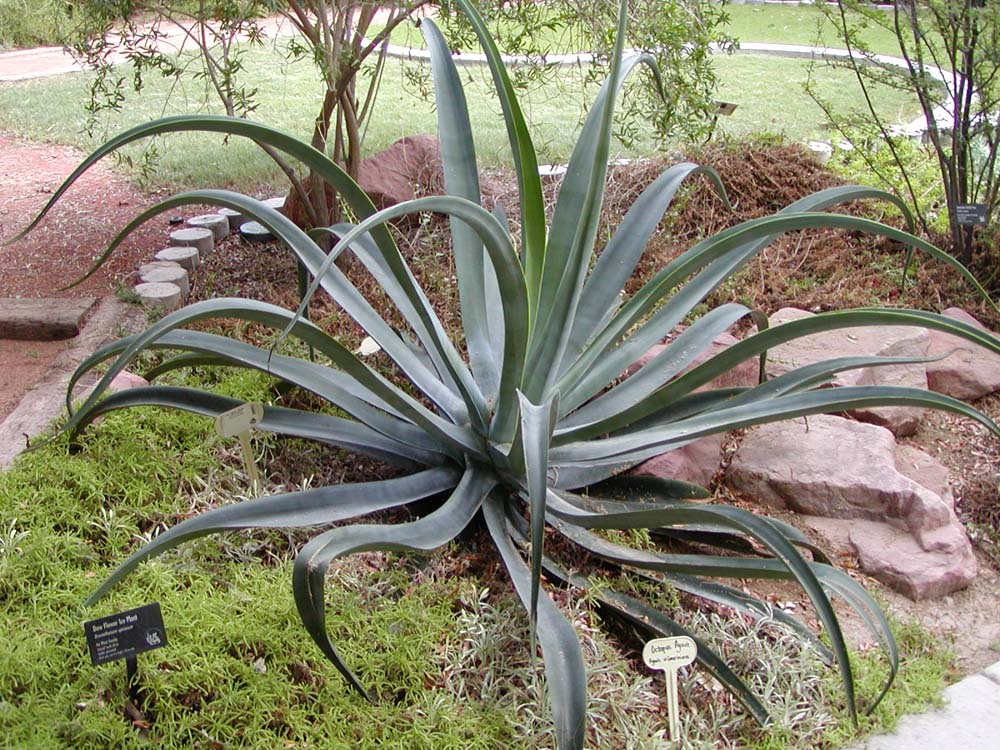
Agave vilmoriniana
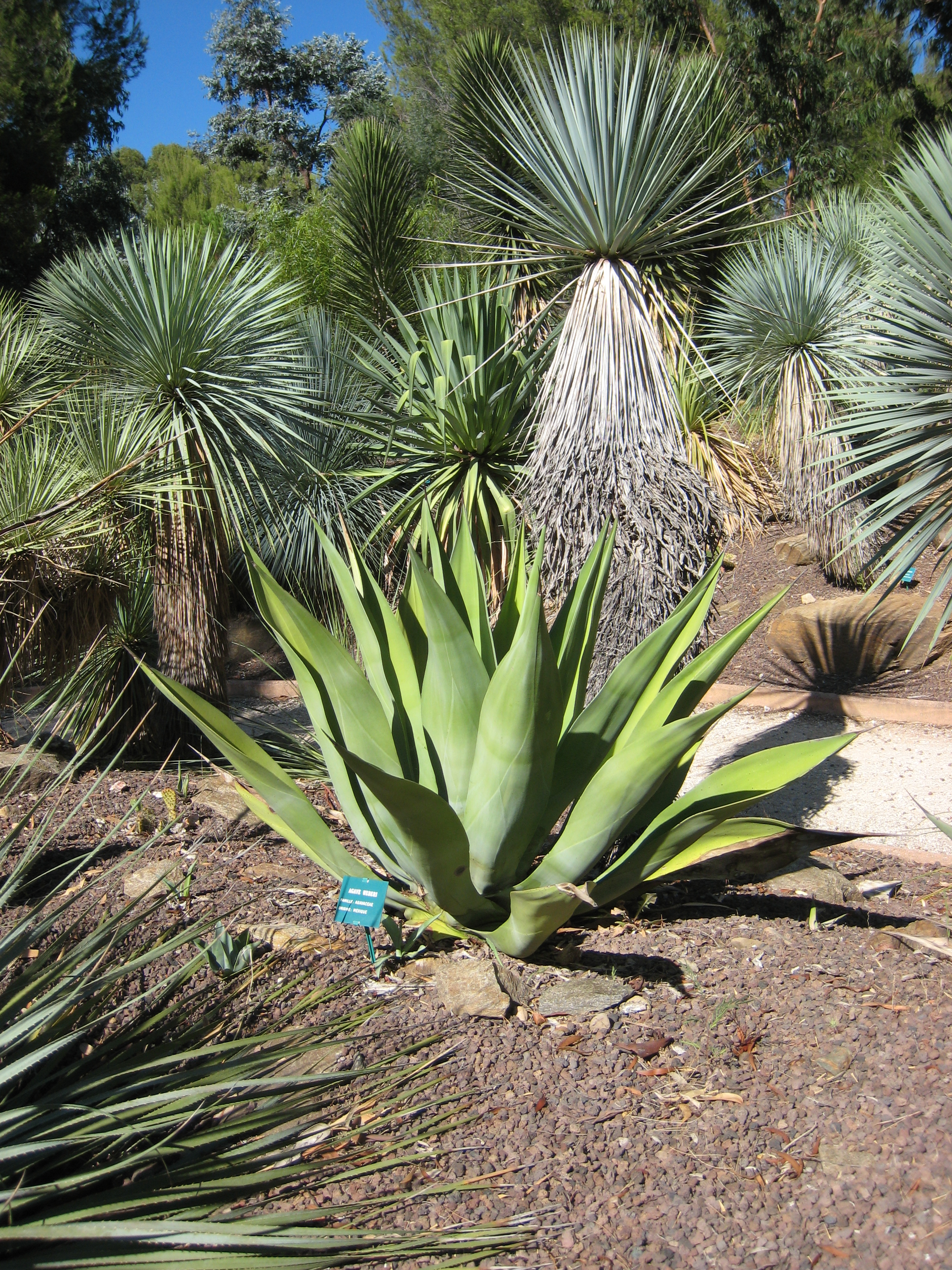
Agave weberi
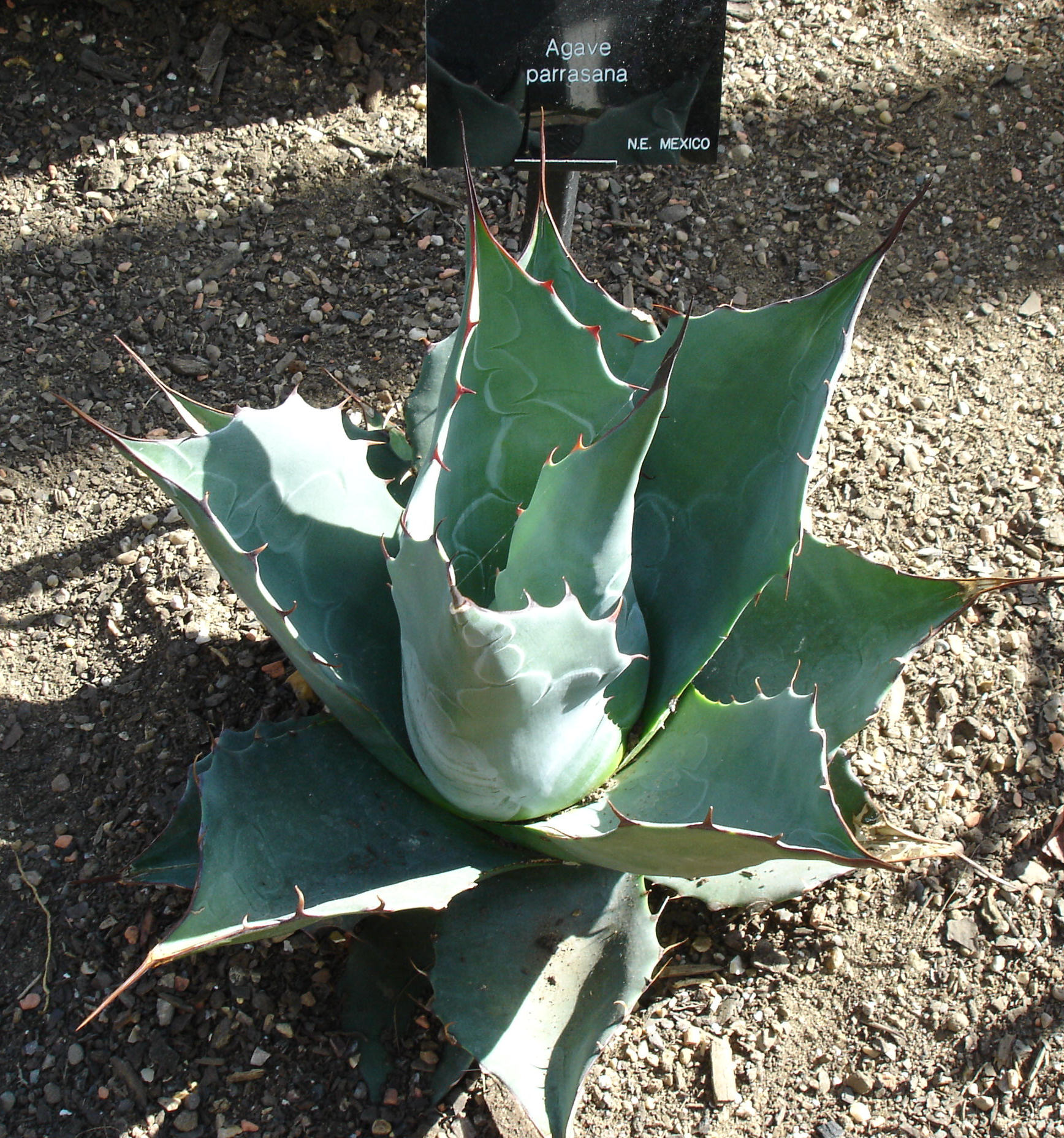
Agave wislizeni (syn. Agave parrasana)